# Список кавалеров ордена Святого Духа
Список кавалеров и командоров ордена Святого Духа, учрежденного королём Генрихом III в 1578 году, упраздненного в 1791 году Великой Французской революцией, восстановленного в 1814 при Первой Реставрации, и окончательно упраздненного в качестве государственной награды при Июльской монархии (1830).
Великими магистрами ордена были короли Франции; кавалеры ордена также являлись рыцарями ордена Святого Михаила, и потому назывались «рыцарями орденов короля» (за исключением лиц духовного звания, имевших степень командора).

## ПриГенрихе III(1578—1589)
Произведено 10 посвящений (10 командоров и 140 рыцарей, из которых 26 умерли, не успев получить орден).
Первое посвящение, 21 декабря 1578
Церемония 31 декабря в Париже в церкви монастыря Великих августинцев
Командоры:
| Имя                   | Рождение | Смерть | Должность                                          |
| --------------------- | -------- | ------ | -------------------------------------------------- |
| Шарль I де Бурбон     | 1523     | 1590   | кардинал, архиепископ Руанский                     |
| Луи II де Лоррен      | 1555     | 1588   | «кардинал де Гиз», архиепископ Реймсский           |
| Рене де Бираг         | 1506     | 1583   | кардинал, канцлер Франции                          |
| Филипп де Ленонкур    | 1527     | 1592   | кардинал                                           |
| Пьер де Гонди         | 1533     | 1616   | «кардинал де Рец», епископ Парижский               |
| Шарль де Перюс де Кар | 1522     | 1614   | епископ Лангра                                     |
| Рене де Дайон дю Люд  |          | 1600   | аббат Нотр-Дам-де-Ре, епископ Люсона и Байё        |
| Жак Амьо              | 1513     | 1593   | епископ Осера, великий раздатчик милостыни Франции |

Кавалеры:
| Имя                                               | Рождение | Смерть   | Должность                            |
| ------------------------------------------------- | -------- | -------- | ------------------------------------ |
| Луиджи Гонзага, герцог Неверский                  | 1539     | 1595     | пэр Франции                          |
| Филипп-Эммануэль де Лоррен, герцог де Меркёр      | 1558     | 1602     | пэр Франции                          |
| Жак II де Крюссоль, герцог д’Юзес                 | 1540     | 1586     | пэр Франции                          |
| Шарль де Лоррен, герцог Омальский                 | 1555     | 1631     | пэр Франции                          |
| Онора II Савойский, маркиз де Виллар              | 1509     | 1580     | маршал и адмирал Франции             |
| Артюс де Коссе, граф де Секондиньи                | 1512     | 1582     | маршал Франции                       |
| Франсуа Гуфье, сеньор де Кревкёр и де Бониве      |          | 1594     |                                      |
| Франсуа де Перюс, граф д’Эскар                    |          | 1595     |                                      |
| Шарль де Альвен, герцог де Альвен                 | ок. 1540 | 1591     | пэр Франции                          |
| Шарль де Ларошфуко, сеньор де Барбезьё            | 1520     | 1583     |                                      |
| Жан де Перюс д’Эскар, принц де Каранси            |          | 1595     |                                      |
| Кристоф Жювеналь дез Юрсен, маркиз де Трианель    |          | 1588     |                                      |
| Франсуа Леруа де Лабоссоньер, граф де Кленшан     |          | 1606     |                                      |
| Шипионе Фьески, граф ди Лаванья                   | 1528     | 1598     | придворный Екатерины Медичи          |
| Антуан де Пон, граф де Маренн                     | 1510     | 1586     | Капитан ста дворян Дома короля       |
| Жак д’Юмьер, маркиз д’Анкр                        | ок. 1520 | 1579     | губернатор Перонны                   |
| Жан VI д’Омон, граф де Шатору                     | 1522     | 1595     | маршал Франции                       |
| Жан де Шурс, сеньор де Маликорн                   |          | ок. 1593 | губернатор Пуату                     |
| Альбер де Гонди, герцог де Рец                    | 1522     | 1602     | маршал Франции, генерал галер        |
| Рене де Вилькье                                   |          |          | губернатор Парижа                    |
| Жан Блоссе, барон де Торси                        |          | 1587     | генеральный наместник Парижа         |
| Клод де Вилькье, виконт де Ла-Герш                |          | 1595     |                                      |
| Антуан IV д’Эстре, маркиз де Кёвр                 | ок. 1529 | 1609     | великий магистр артиллерии           |
| Шарль-Робер де Ламарк, граф де Брен и де Молеврье | 1541     | 1622     | Капитан ста швейцарских гвардейцев   |
| Франсуа де Бальзак, сеньор д’Антраг               |          | до 1605  | губернатор Орлеана                   |
| Филибер де Ла-Гиш, сеньор де Шомон                |          | 1607     | великий магистр артиллерии           |
| Филиппо Строцци                                   | 1541     | 1582     | генерал-полковник французской пехоты |

Второе посвящение, 21 декабря 1579
Церемония 31 декабря в Париже в церкви монастыря Великих августинцев.
| Имя                                          | Рождение | Смерть | Должность                   |
| -------------------------------------------- | -------- | ------ | --------------------------- |
| Франсуа де Бурбон, принц де Конти            | 1558     | 1614   |                             |
| Франсуа де Бурбон, герцог де Монпансье       | 1542     | 1592   | пэр Франции                 |
| Генрих I де Гиз                              | 1550     | 1588   |                             |
| Луи де Сен-Желе, сеньор де Лансак            | 1513     | 1589   | придворный Екатерины Медичи |
| Жан д’Эбрар, барон де Сен-Сюльпис            |          |        |                             |
| Жак II де Гойон де Матиньон, граф де Ториньи | 1525     | 1598   | маршал Франции              |
| Бертран де Салиньяк де Ламот-Фенелон         |          | 1589   | посол в Англии              |

Третье посвящение, 21 декабря 1580
Церемония 31 декабря в Блуа в церкви Святого Спасителя.
| Имя                                   | Рождение | Смерть     | Должность                                    |
| ------------------------------------- | -------- | ---------- | -------------------------------------------- |
| Франсуа де Люксембург, герцог де Пине |          | 1613       | пэр Франции                                  |
| Шарль де Бираг                        |          | до 1590    | государственный советник, губернатор Салуццо |
| Жан де Леомон, сеньор де Пюигайяр     |          |            | главный лагерный маршал                      |
| Рене де Рошешуар, барон де Мортемар   | 1528     | 1587       |                                              |
| Анри III де Ленонкур                  |          |            | главный лагерный маршал                      |
| Никола д’Анжен, сеньор де Рамбуйе     | ок. 1533 | после 1611 | губернатор Меца                              |

Четвертое посвящение, 21 декабря 1581
Церемония 31 декабря в Париже в церкви монастыря Великих августинцев.
| Имя                                     | Рождение | Смерть     | Должность                                                    |
| --------------------------------------- | -------- | ---------- | ------------------------------------------------------------ |
| Шарль де Лоррен, герцог д’Эльбёф        | 1556     | 1605       | великий конюший Франции, великий ловчий Франции, пэр Франции |
| Арман де Гонто-Бирон                    | 1524     | 1592       | маршал Франции                                               |
| Ги де Дайон, граф дю Люд                |          | 1585       | губернатор Пуату, сенешаль Руэрга                            |
| Франсуа де Лабом, граф де Сюз           |          | 1587       | губернатор Прованса                                          |
| Антуан де Леви, граф де Келюс           |          | 1586       | губернатор Руэрга                                            |
| Жан де Теваль, сеньор д’Авире и де Буйе |          | до 1588    | губернатор Меца                                              |
| Луи д’Анжен, маркиз де Ментенон         | ок. 1536 | после 1601 | великий квартирмейстер дома короля                           |

Пятое посвящение, 21 декабря 1582
Церемония 31 декабря в Париже в церкви монастыря Великих августинцев.
| Имя                                         | Рождение | Смерть | Должность                                             |
| ------------------------------------------- | -------- | ------ | ----------------------------------------------------- |
| Шарль де Лоррен, герцог Майенский           | 1554     | 1611   | адмирал Франции, великий камергер Франции             |
| герцог Анн де Жуайёз                        | 1561     | 1587   | пэр Франции                                           |
| Жан Луи Ногаре де Лавалет, герцог д’Эпернон | 1554     | 1642   | генерал-полковник французской пехоты                  |
| Танги Левенёр, граф де Тийер                |          |        | генеральный наместник Нормандии                       |
| Жан де Муи, сеньор де Мейере                |          |        | вице-адмирал Франции, генеральный наместник Нормандии |
| Филипп де Вольвир, барон де Рюфек           |          | 1586   | губернатор Ангумуа                                    |
| Франсуа де Мандело, виконт де Шалон         |          |        | губернатор Шалона                                     |
| Тристан де Ростен, барон де Ла-Герш         |          | 1580   | великий магистр вод и лесов Франции                   |
| Жан-Жак де Сюзан, граф де Серни             |          |        |                                                       |

Шестое посвящение, 21 декабря 1583
Церемония 31 декабря в Париже в церкви монастыря Великих августинцев
Командор:
| Имя                     | Рождение | Смерть | Должность                         |
| ----------------------- | -------- | ------ | --------------------------------- |
| Шарль де Лоррен-Водемон | 1561     | 1587   | кардинал де Водемон, епископ Туля |

Кавалеры:
| Имя                                             | Рождение | Смерть | Должность                                           |
| ----------------------------------------------- | -------- | ------ | --------------------------------------------------- |
| Онора де Бёй, сеньор де Фонтен                  |          |        | вице-адмирал Франции, генеральный наместник Бретани |
| Рене де Рошфор, барон де Фроллуа                |          |        | губернатор Блезуа                                   |
| Жан де Вивонн, маркиз де Пизани                 |          |        | сенешаль Сентонжа                                   |
| Луи Шатенье, сеньор де Ларошпозе                |          |        | губернатор Ла-Марша                                 |
| Бернар де Ногаре де Лавалет, сеньор де Ла-Валет |          | 1592   | адмирал Франции                                     |
| герцог Анри де Жуайёз                           | 1563     | 1608   | пэр и маршал Франции                                |
| Никола де Гримонвиль, сеньор де Ларшан          |          |        | Капитан ста лучников королевской гвардии            |
| Луи д’Амбуаз, граф д’Обижу                      | 1583     | 1614   |                                                     |
| Франсуа Паризо де Лавалет, сеньор де Корнюссон  |          |        | губернатор и сенешаль Тулузы                        |
| Франсуа де Казийяк, барон де Сессак             |          | 1593   |                                                     |
| Жоашен де Дентевиль                             |          |        | генеральный наместник Шампани                       |
| Жоашен де Шатовьё, граф де Конфолан             |          |        | придворный Екатерины Медичи                         |
| Шарль де Бальзак, сеньор де Клермон д’Антраг    |          |        |                                                     |
| Шарль дю Плесси, сеньор де Лианкур              |          | 1620   | губернатор Парижа и Иль-де-Франса                   |
| Франсуа де Шабанн, маркиз де Кюртон             |          |        | генеральный наместник Оверни                        |
| Робер де Комбо                                  |          |        | первый метрдотель короля                            |
| Франсуа де Сен-Нектер                           |          | 1587   | кампмаршал                                          |

Седьмое посвящение, 21 декабря 1584
Церемония 31 декабря в Париже в церкви монастыря Великих августинцев
| Имя                                                            | Рождение | Смерть | Должность                                 |
| -------------------------------------------------------------- | -------- | ------ | ----------------------------------------- |
| Жан де Сен-Лари, барон де Терм                                 |          | 1586   | главный лагерный маршал и губернатор Меца |
| Жан де Вьен, барон де Рюфе                                     |          |        | губернатор Бурбонне                       |
| Луи де Кастеллан, называемый Адемар де Монтей, граф де Гриньян | ок. 1530 | 1598   | генеральный наместник Прованса            |

Восьмое посвящение, 21 декабря 1585
Церемония 31 декабря в Париже в церкви монастыря Великих августинцев
| Имя                                                     | Рождение | Смерть     | Должность                                                                    |
| ------------------------------------------------------- | -------- | ---------- | ---------------------------------------------------------------------------- |
| Шарль де Бурбон, граф де Суассон                        | 1566     | 1612       |                                                                              |
| Жан де Вассе, барон де Ла Рош-Мабий                     |          | 1589       |                                                                              |
| Адриен II Тьерселен, маркиз де Бросс                    |          | 1593       | генеральный наместник Шампани                                                |
| Франсуа Шабо, маркиз де Мирбо                           |          | 1599       | кампмаршал                                                                   |
| Жиль де Куртанво, маркиз де Сувре                       | 1540     | 1626       | маршал Франции                                                               |
| Франсуа д’О, сеньор де Френ                             |          | 1594       | первый дворянин королевской палаты, сюринтендант финансов, губернатор Парижа |
| Клод де Лашатр, барон де Ла-Мезонфор                    | 1536     | 1614       | губернатор Берри, маршал Франции                                             |
| Жиро де Молеон, сеньор де Гурдан                        |          |            | губернатор Кале                                                              |
| Жак де Лубан, сеньор де Вердаль                         |          |            |                                                                              |
| Луи де Берон, сеньор де Крийон                          | 1541     | 1615       | полковник гвардии                                                            |
| Жан д’Анжен, сеньор де Пуаньи                           |          | 1593       |                                                                              |
| Франсуа де Ла-Жюжи дю Пюи-Дюваль, сеньор и барон де Рьё |          | 1596       | губернатор Нарбона                                                           |
| Франсуа-Луи д’Агу де Монтобан, граф де Со               |          |            |                                                                              |
| Гийом де Со, виконт де Таванн                           | 1553     | 1633       | генеральный наместник Бургундии                                              |
| Мери де Барбезьер, сеньор де Ла-Рош-Шемеро              |          |            | великий квартирмейстер дома короля                                           |
| Франсуа дю Плесси, сеньор де Ришельё                    |          |            | великий прево Франции                                                        |
| Габриель-Номпар I де Комон, граф де Лозён               | 1535     | после 1585 | государственный советник                                                     |
| Эктор де Пардайян, сеньор де Монтеспан и де Гондрен     | ок. 1531 | 1611       |                                                                              |
| Луи де Шампань, граф де Сюз                             |          | 1587       |                                                                              |
| Рене де Буйе, граф де Крансе                            |          | 1599       | губернатор Перигё                                                            |
| Луи де Буа, сеньор дез Арпанти                          |          |            | губернатор Турени                                                            |
| Жан д’О, сеньор де Ману                                 |          |            | капитан ста лучников королевской гвардии                                     |
| Анри де Сийи, граф де Ларошгийон                        | 1551     | 1586       |                                                                              |
| Антуан де Вьен де Бофремон, маркиз д’Арк-ан-Барруа      | 1531     | 1606       |                                                                              |
| Жан де Шатле, сеньор де Тон                             |          |            | губернатор Лангра                                                            |
| Франсуа д’Эскубло, сеньор де Сурди                      |          |            |                                                                              |
| Шарль д’Оньи, граф де Шон                               |          |            |                                                                              |
| Давид Бушар, виконт д’Обтер                             |          |            | губернатор Перигора                                                          |

Девятое посвящение, 21 декабря 1586
Церемония 31 декабря в Париже в церкви монастыря Великих августинцев.
| Имя                                        | Рождение | Смерть     | Должность                               |
| ------------------------------------------ | -------- | ---------- | --------------------------------------- |
| Жорж де Вилькье, виконт де Ла-Герш         |          |            |                                         |
| Жак де Муи, сеньор де Пьеркур              |          |            | государственный советник                |
| Шарль II де Вивонн, сеньор де Ла-Шатеньере |          | после 1586 | сенешаль Сентонжа                       |
| Жак Левенёр, граф де Тийер                 |          |            | генеральный наместник Верхней Нормандии |

Десятое посвящение, 21 декабря 1587
Церемония 31 декабря.
Командор:
| Имя                                 | Рождение | Смерть | Должность |
| ----------------------------------- | -------- | ------ | --------- |
| Франсуа де Фуа-Кандаль, епископ Эра |          | 1594   |           |

### Пожалованные, но не получившие орден
Довольно много дворян были пожалованы орденом Святого Духа, но по различным причинам так его и не получили, тем не менее, хотя их нет в списках награждённых, они упоминаются в архивах ордена
| Год  | Имя                                           | Рождение | Смерть | Должность                                 |
| ---- | --------------------------------------------- | -------- | ------ | ----------------------------------------- |
| 1578 | Луиджи д’Эсте (командор)                      | 1538     | 1586   | кардинал, архиепископ Оша                 |
| 1578 | Франсуа де Валуа, герцог Алансонский          | 1555     | 1584   |                                           |
| 1578 | Луи III де Бурбон, герцог де Монпансье        | 1513     | 1582   |                                           |
| 1578 | Жак Савойский, герцог Немурский               | 1531     | 1585   |                                           |
| 1578 | герцог Франсуа де Монморанси                  | 1530     | 1579   | пэр и маршал Франции                      |
| 1578 | Леонор Шабо, граф де Шарни                    | ок. 1526 | 1597   | великий конюший Франции                   |
| 1578 | Гийом II, виконт де Жуайёз                    | ок. 1520 | 1592   | маршал Франции                            |
| 1578 | Лоран де Можирон                              |          | 1588   | генеральный наместник Дофине              |
| 1578 | Рене де Турнемин, барон де Ла-Юноде           |          | 1590   |                                           |
| 1578 | Гаспар де Монморен, сеньор де Сент-Эран       | ок. 1530 |        |                                           |
| 1578 | Жан де Лосс                                   | 1504     | 1580   | губернатор Вердена                        |
| 1578 | Клод Мотье де Лафайет, сеньор де Отфёй        |          |        |                                           |
| 1578 | Жильбер III де Леви, герцог де Вантадур       |          | 1591   | пэр Франции, губернатор Лимузена и Лионне |
| 1578 | Роже I де Сен-Лари, барон де Бельгард         |          | 1579   | маршал Франции                            |
| 1578 | Себастьен дю Лигондес                         |          |        |                                           |
| 1580 | Шарль де Вандом де Рюбанпре                   |          |        |                                           |
| 1580 | Жан де Понтев, барон де Котиньяк              |          |        | великий сенешаль и адмирал Прованса       |
| 1580 | Жан де Рьё, маркиз д’Ассерак                  |          | 1595   |                                           |
| 1582 | Шарль де Бельвиль, граф де Конак              |          |        | генеральный наместник Сентонжа            |
| 1584 | Жан-Луи де Ларошфуко, граф де Рандан          | 1556     | 1590   | губернатор Оверни                         |
| 1584 | Шарль де Муи, сеньор де Ла-Мейере             |          |        | вице-адмирал Франции                      |
| 1585 | Мишель де Кастельно, сеньор де Мовиссер       |          |        | губернатор Сен-Дизье                      |
| 1585 | Эктор Реньо де Дюрфор, граф де Лонак-ан-Ажене |          | 1612   |                                           |
| 1585 | Франсуа де Брайи, сеньор де Менвилье          |          |        |                                           |
| 1587 | барон Кристоф де Бассомпьер                   |          | 1596   |                                           |
| 1588 | Франсуа де Жуайёз (командор)                  |          | 1615   | кардинал, архиепископ Тулузы              |
| 1588 | Филипп д’Анженн, сеньор де Фаржи              |          | 1590   | губернатор Мена                           |
| 1588 | Рене II дю Белле, принц д’Ивето               |          |        |                                           |
| 1588 | Артюс де Майе, сеньор де Брезе                |          |        | губернатор Анжу                           |

## При Генрихе IV
Генрих IV, второй великий магистр ордена, сам получил орденскую цепь только после коронации 28 февраля 1595. До этого его заместителем был старейший член ордена, маршал Бирон.
Произведено 6 посвящений (5 командоров и 77 рыцарей, из которых 16 не успели получить орден)
Первое посвящение, 31 декабря 1591
Церемония в церкви Манта
Командор:
| Имя                      | Рождение | Смерть | Должность                                              |
| ------------------------ | -------- | ------ | ------------------------------------------------------ |
| Рено де Бон де Самблансе | 1527     | 1606   | великий раздатчик милостыни Франции, архиепископ Санса |

Кавалер:
| Имя                            | Рождение | Смерть | Должность            |
| ------------------------------ | -------- | ------ | -------------------- |
| Шарль де Гонто, барон де Бирон | 1562     | 1602   | маршал и пэр Франции |

Второе посвящение, 7 января 1595
Церемония в Париже в церкви монастыря Великих августинцев.
Командоры:
| Имя                     | Рождение | Смерть | Должность             |
| ----------------------- | -------- | ------ | --------------------- |
| Филипп дю Бек-Креспен   | 1519     | 1605   | архиепископ Реймсский |
| Анри д’Эскубло де Сурди |          | 1615   | епископ Майезе        |

Кавалеры:
| Имя                                                   | Рождение | Смерть     | Должность                                       |
| ----------------------------------------------------- | -------- | ---------- | ----------------------------------------------- |
| Анри де Бурбон, герцог де Монпансье                   | 1573     | 1608       | пэр Франции, губернатор Нормандии               |
| Анри I д’Орлеан, герцог де Лонгвиль                   |          | 1633       |                                                 |
| Франсуа д’Орлеан, граф де Сен-Поль, герцог де Фронсак | ок. 1570 | 1631       |                                                 |
| Антуан де Бришанто, маркиз де Нанжи                   | 1552     | 1617       | полковник французской гвардии, адмирал Франции  |
| Жан де Бомануар, маркиз де Лаварден                   | 1551     | 1614       | маршал Франции                                  |
| Франсуа д’Эпине, сеньор де Сен-Люк                    | 1554     | 1597       | великий магистр артиллерии, губернатор Бруажа   |
| Роже II де Сен-Лари, герцог де Бельгард               | ок. 1562 | 1646       | великий конюший Франции                         |
| Анри д’Альбре, граф де Маренн                         |          | после 1595 | сенешаль Беарна                                 |
| Антуан де Роклор                                      | 1545     | 1625       | маршал Франции, генеральный наместник Гиени     |
| Шарль д’Юмьер, маркиз д’Анкр                          | ок. 1566 | 1595       | генеральный наместник Пикардии                  |
| Гийом де Отмер, граф де Грансе                        | 1539     | 1613       | маршал Франции                                  |
| Франсуа де Кюньяк, сеньор Дампьер                     |          | 1615       | кампмаршал                                      |
| Антуан де Сийи, граф де Рошпо                         | ок. 1540 | 1609       | губернатор Анжу                                 |
| Оде де Матиньон, граф де Ториньи                      | 1559     | 1595       | генеральный наместник Нормандии                 |
| Франсуа де Лагранж, сеньор де Монтиньи                | ок. 1554 | 1617       | маршал Франции                                  |
| Шарль де Бальзак, барон де Дюн                        |          | 1611       |                                                 |
| Шарль II де Коссе, герцог де Бриссак                  | 1550     | 1621       | маршал Франции                                  |
| Пьер де Морне, сеньор де Бюи                          | 1548     | 1598       | кампмаршал, генеральный наместник Иль-де-Франса |
| Франсуа де Ламадлен, маркиз де Раньи                  | 1543     | 1626       | губернатор Ниверне                              |
| Клод де Лиль, сеньор де Мариво                        | 1552     | 1598       | губернатор Лана                                 |
| Шарль де Шуазёль, маркиз де Прален                    | 1563     | 1626       | маршал Франции                                  |
| Юмбер де Марсийи, сеньор де Сипьер                    |          |            | кампмаршал                                      |
| Жильбер де Шазерон                                    |          |            | губернатор Лионне                               |
| Рене де Вьо, сеньор де Шанливо                        |          |            | губернатор Осеруа                               |
| Клод Грюэль, сеньор де Ла-Фретт                       |          | 1615       | губернатор Шартра                               |
| Жорж Бабу, сеньор де Лабурдезьер                      | 1540     | 1607       | капитан ста дворян Дома короля                  |

Третье посвящение, 5 января 1597
Церемония в Руане в церкви аббатства Сент-Уан
| Имя                                                     | Рождение | Смерть | Должность                                              |
| ------------------------------------------------------- | -------- | ------ | ------------------------------------------------------ |
| герцог Анри I де Монморанси                             | 1534     | 1614   | пэр Франции, маршал и коннетабль Франции               |
| Эркюль де Роган, герцог де Монбазон                     | ок. 1568 | 1654   |                                                        |
| Шарль де Монморанси, герцог де Дамвиль                  | 1537     | 1612   | адмирал Франции                                        |
| Альфонс д’Орнано                                        | 1548     | 1610   | маршал Франции                                         |
| Юрбен де Монморанси-Лаваль, маркиз де Буа-Дофен         | 1557     | 1629   | маршал Франции                                         |
| Шарль II де Люксембург-Линьи, граф де Бриенн и де Линьи | ок. 1572 | 1608   | губернатор Меца                                        |
| Жильбер де Латремуй, маркиз де Руайян                   |          | 1603   | капитан ста дворян Дома короля, сенешаль Пуату         |
| Жак Шабо, маркиз де Мирбо                               |          | 1630   | генеральный наместник Бургундии                        |
| Жан VII де Бюэй, граф де Сансерр и де Маран             |          | 1638   | великий виночерпий Франции                             |
| Гийом де Гадань, барон де Верден                        |          |        | губернатор Лионне                                      |
| Луи де Лопиталь, маркиз де Витри                        |          | 1611   | капитан гвардии телохранителей короля, губернатор Мо   |
| Понс де Лозьер, маркиз де Темин                         | 1553     | 1627   | сенешаль и губернатор Керси, маршал Франции            |
| Луи д’Оньи, граф де Шон                                 |          |        | губернатор Перонны, Мондидье и Руа                     |
| Эдм де Мален, барон де Люкс                             |          | 1613   | генеральный наместник Бургундии                        |
| Антуан д’Омон де Рошбарон, маркиз де Ноле               | 1563     | 1635   | губернатор Булони                                      |
| Луи де Лашатр, барон де Ла-Мезонфор                     |          | 1630   | губернатор Берри, маршал Франции                       |
| Жан де Дюрфор, сеньор де Борн                           |          | 1613   | генерал-лейтенант артиллерии Франции                   |
| Луи де Бюэй, сеньор де Ракан                            | 1544     | 1597   | кампмаршал                                             |
| Клод де Арвиль, барон де Ненвиль                        |          | 1636   | губернатор Компьена и Кале                             |
| Эсташ де Конфлан, виконт д’Уши                          |          | 1628   | генерал-лейтенант армий короля, губернатор Сен-Кантена |
| Луи де Гримонвиль, сеньор де Ларшан                     |          |        | губернатор Эврё                                        |
| Шарль де Нёвиль, маркиз д’Алинкур и де Вильруа          | 1566     | 1642   | великий квартирмейстер Дома короля, губернатор Лионне  |

Четвертое посвящение, 2 января 1599
Церемония в Париже в церкви монастыря Великих августинцев
| Имя                                            | Рождение | Смерть | Должность                                                              |
| ---------------------------------------------- | -------- | ------ | ---------------------------------------------------------------------- |
| Анн де Леви, герцог де Вантадур                |          | 1622   | пэр Франции, губернатор Лимузена, генеральный наместник Лангедока      |
| Жак Митт де Шевриер, граф де Миолан            |          | 1610   | генеральный наместник Лионне                                           |
| Жан-Франсуа де Фодоа д’Авертон, граф де Белен  |          | 1609   | губернатор Ама, Парижа и Кале                                          |
| Бертран де Байлен, барон де Пуайян             |          |        | сенешаль Ландов Бордо                                                  |
| Рене де Рьё де Сурдеак, маркиз д’Уэссан        | 1548     | 1628   | губернатор Бреста                                                      |
| Бранделис де Шампань, маркиз де Виллен         | 1556     | 1617   |                                                                        |
| Жак де Лопиталь, маркиз де Шуази               |          |        | губернатор и сенешаль Оверни                                           |
| Робер де Лавьёвиль, барон де Рюгль             |          | 1612   | великий сокольничий Франции, губернатор Реймса                         |
| Шарль де Гойон де Матиньон, граф де Ториньи    | 1564     | 1648   | генерал-лейтенант армий короля, генеральный наместник Нижней Нормандии |
| Франсуа Жювеналь дез Юрсен, маркиз де Трианель | 1570     | 1650   | кампмаршал                                                             |

Пятое посвящение, 1606
Командор:
| Имя               | Рождение | Смерть | Должность                                                        |
| ----------------- | -------- | ------ | ---------------------------------------------------------------- |
| Жак-Дави Дюперрон | 1556     | 1618   | великий раздатчик милостыни Франции, кардинал, архиепископ Санса |

Шестое посвящение, 12 марта 1608
Церемония в Риме
| Имя                                                              | Рождение | Смерть | Должность |
| ---------------------------------------------------------------- | -------- | ------ | --------- |
| Алессандро Сфорца-Конти, герцог ди Сеньи, князь ди Вальмонтане   |          | 1631   |           |
| Джанантонио Орсини, герцог ди Санто-Джемини, князь ди Скандрилья |          |        |           |

### Пожалованные, но не получившие орден
| Год  | Имя                                                                 | Рождение | Смерть | Должность                                    |
| ---- | ------------------------------------------------------------------- | -------- | ------ | -------------------------------------------- |
|      | Шарль де Бурбон (командор)                                          | 1562     | 1594   | кардинал, архиепископ Руанский               |
| 1595 | Анн д’Англюр, барон де Живри                                        |          | 1594   |                                              |
| 1595 | Мишель д’Этурнель, сеньор де Гийенкур                               |          |        |                                              |
| 1595 | Жан де Монлюк де Баланьи                                            | 1560     | 1603   | маршал Франции                               |
| 1595 | Гаспар де Шомберг, граф де Нантёй                                   |          |        | полковник рейтаров                           |
| 1595 | Жан VI де Леви, сеньор де Мирпуа, называемый виконтом де Монсегюром | 1540     | 1607   | кампмаршал                                   |
| 1595 | маркиз Жан де Гоэткан                                               |          |        |                                              |
| 1595 | Робер де Арле                                                       |          |        |                                              |
| 1595 | Франсуа де Сеникур                                                  |          |        |                                              |
| 1599 | маркиз Себастьен де Ромадек                                         |          |        |                                              |
| 1604 | Анри де Ноай, граф д’Айен                                           |          |        |                                              |
| 1604 | Никола де Арле, сеньор де Санси                                     | 1546     | 1629   |                                              |
| 1604 | Франсуа де Л’Иль                                                    |          |        |                                              |
| 1604 | Жан-Поль д’Эспарбес де Люссан                                       |          |        |                                              |
| 1604 | Бернар де Беон дю Массе                                             |          | 1608   | кампмаршал                                   |
| 1604 | Жан де Гонто, барон де Саланьяк                                     | 1553     | 1610   | губернатор Перигора, посол в Константинополе |
| 1604 | Жером де Гонди                                                      |          |        |                                              |

## При Людовике XIII
Людовик XIII, третий великий магистр, получил орденскую цепь 18 октября 1610, на следующий день после коронации
Произведено 8 посвящений (13 командоров и 142 рыцаря, из которых 36 не успели получить орден)
Первое пожалование (18 октября 1610)
| Имя                               | Рождение | Смерть | Должность                            |
| --------------------------------- | -------- | ------ | ------------------------------------ |
| Анри II де Бурбон, принц де Конде | 1588     | 1646   | первый пэр и великий магистр Франции |

Второе пожалование (сентябрь 1618)
Командор:
| Имя                  | Рождение | Смерть | Должность                                                      |
| -------------------- | -------- | ------ | -------------------------------------------------------------- |
| Франсуа де Ларошфуко | 1558     | 1645   | кардинал, епископ Санлиса, великий раздатчик милостыни Франции |

Третье пожалование (31 декабря 1619)
Церемония в Париже в церкви монастыря Великих августинцев
Командоры:
| Имя                      | Рождение | Смерть | Должность                       |
| ------------------------ | -------- | ------ | ------------------------------- |
| Анри де Гонди            | 1572     | 1622   | кардинал де Рец, епископ Парижа |
| Бертран д’Эшо            |          | 1641   | архиепископ Тура                |
| Кристоф де Л’Этан        |          | 1621   | епископ Каркассона              |
| Габриель де Л’Обеспин    | 1579     | 1631   | епископ Орлеана                 |
| Артюс д’Эпине де Сен-Люк |          | 1621   | епископ Марселя                 |

Кавалеры:
| Имя                                                    | Рождение | Смерть     | Должность                                                                             |
| ------------------------------------------------------ | -------- | ---------- | ------------------------------------------------------------------------------------- |
| Гастон Орлеанский                                      | 1608     | 1660       |                                                                                       |
| Луи де Бурбон, граф де Суассон                         | 1604     | 1641       |                                                                                       |
| Шарль де Лоррен, герцог де Гиз, принц де Жуанвиль      | 1571     | 1640       | пэр Франции, губернатор Прованса                                                      |
| Анри де Лоррен, герцог Майенский                       | 1578     | 1621       | пэр Франции, великий камергер Франции, губернатор Гиени                               |
| Клод де Лоррен, герцог де Шеврёз, принц де Жуанвиль    | 1578     | 1657       | пэр Франции, великий камергер Франции, губернатор Верхнего и Нижнего Марша            |
| Сезар де Бурбон, герцог де Вандом                      | 1594     | 1665       | пэр Франции, губернатор Бретани                                                       |
| Шарль де Валуа, герцог Ангулемский                     | 1573     | 1650       | пэр Франции, генерал-полковник легкой кавалерии                                       |
| Шарль II де Лоррен, герцог д’Эльбёф                    | 1596     | 1657       | пэр Франции, губернатор Пикардии                                                      |
| герцог Анри II де Монморанси                           | 1595     | 1632       | пэр Франции, адмирал Франции, губернатор Лангедока, маршал Франции                    |
| Эмманюэль I де Крюссоль, герцог д’Юзес                 | 1570     | 1657       | пэр Франции, придворный Анны Австрийской                                              |
| Анри де Гонди, герцог де Рец                           | 1590     | 1659       | пэр Франции                                                                           |
| Шарль д’Альбер, герцог де Люин                         | 1578     | 1621       | пэр Франции, великий сокольничий Франции, губернатор Пикардии, коннетабль Франции     |
| Оноре д’Альбер, герцог де Шон                          |          | 1649       | пэр Франции, маршал Франции, губернатор Пикардии                                      |
| Луи VIII де Роган, принц де Гемене, герцог де Монбазон | 1598     | 1667       | пэр Франции, великий ловчий Франции                                                   |
| Жоашен де Беллангревиль, сеньор де Нёвиль-Гамбец       |          | 1621       | великий прево Франции                                                                 |
| Мартен III дю Белле, принц Ивето                       | 1571     | 1637       | генеральный наместник Нормандии, Анжу, кампмаршал                                     |
| Шарль I де Креки, принц де Пуа, герцог де Ледигьер     | ок. 1575 | 1638       | пэр Франции, маршал Франции                                                           |
| Жильбер Филье, сеньор де Ла-Кюре и де Ларош-Тюрпен     | ок. 1556 | 1633       | кампмаршал                                                                            |
| Филипп де Бетюн, граф де Шаро                          | 1566     | 1649       | посол в Италии, Германии и Англии                                                     |
| Шарль де Колиньи, маркиз д’Андело                      | 1564     | 1632       | генеральный наместник Шампани                                                         |
| Жан-Франсуа де Ла-Гиш, граф де Ла Палис                | 1570     | 1632       | губернатор Бурбонне, маршал Франции                                                   |
| Рене I Креспен дю Бек, маркиз де Вард и де Ла Бос      |          |            | государственный советник, губернатор Тьераша                                          |
| Антуан-Арно де Пардайян, маркиз де Монтеспан           | 1562     | 1624       | губернатор Наварры и Беарна                                                           |
| Анри де Шомберг, граф де Нантёй                        | 1575     | 1632       | сюринтендант финансов, губернатор Верхнего и Нижнего марша и Лимузена, маршал Франции |
| Франсуа де Бассомпьер                                  | 1579     | 1646       | генерал-полковник швейцарцев, маршал Франции                                          |
| Анри де Бурдей, маркиз д’Аршьяк                        |          | 1641       | сенешаль и губернатор Перигора                                                        |
| Жан-Батист д’Орнано, граф де Монлор                    | 1581     | 1626       | генерал-полковник корсиканцев, маршал Франции                                         |
| Тимолеон д’Эпине де Сен-Люк, граф д’Эстелан            | 1580     | 1644       | маршал Франции                                                                        |
| Анри де Бофремон, маркиз де Сенесе                     | 1578     | 1622       | Губернатор Осона, посол в Испании                                                     |
| Рене Потье, граф де Трем                               | ок. 1579 | 1670       | генеральный наместник Шампани                                                         |
| Филипп-Эмманюэль де Гонди, граф де Жуаньи              |          | 1662       | генерал галер                                                                         |
| Шарль II д’Анжен, маркиз де Рамбуйе                    | 1577     | 1652       | капитан ста дворян Дома короля                                                        |
| Луи II де Креван, маркиз д’Юмьер                       | 1565     | 1648       | капитан ста дворян Дома короля и губернатор Компьена                                  |
| барон Бертран де Виньоль                               | 1566     | 1636       | генеральный наместник Шампани                                                         |
| герцог Антуан II де Грамон                             | ок. 1572 | 1644       | вице-король Наварры и Беарна                                                          |
| Франсуа Номпар де Комон, граф де Лозён                 |          | после 1622 | государственный советник                                                              |
| Мелькиор Митт де Шевриер, маркиз де Сен-Шомон          | 1586     | 1649       | генеральный наместник Прованса                                                        |
| Леонор де Ламадлен, маркиз де Раньи                    |          | 1628       |                                                                                       |
| Жан де Вариньи, сеньор де Бленвиль                     |          | 1628       | распорядитель гардероба короля                                                        |
| Леон д’Альбер, герцог де Пине-Люксембург               | 1582     | 1630       | пэр Франции                                                                           |
| Никола де Бришанто, маркиз де Нанжи                    | 1582     | 1654       | государственный советник                                                              |
| Шарль де Вивонн, барон де Ла-Шатеньере                 | 1598     |            | губернатор Партене                                                                    |
| Андре де Кошфиле, граф де Вовинё                       |          | 1661       | посол в Испании                                                                       |
| Гаспар Дове, сеньор де Маре                            |          | 1632       | государственный советник, губернатор Бове, посол в Англии                             |
| Ланселот де Вассе, барон де Ла Рош-Мабий               |          | 1628       | государственный советник                                                              |
| Шарль де Рамбюр                                        |          | 1633       | кампмаршал, губернатор Дуллана                                                        |
| Антуан де Бюад, барон де Паллюо                        |          |            | первый метрдотель короля                                                              |
| Никола де Л’Опиталь, герцог де Витри                   | ок. 1582 | 1644       | маршал Франции                                                                        |
| Жан II де Сувре, маркиз де Куртенво                    | 1585     | 1656       | государственный советник, первый дворянин Палаты короля, губернатор Турени            |
| Франсуа де Лопиталь, граф де Роне                      | 1583     | 1660       | маршал Франции                                                                        |
| Луи де Ламарк, маркиз де Мони                          |          | 1626       | первый конюший королевы Анны Австрийской                                              |
| герцог Шарль I де Лавьёвиль                            | 1582     | 1653       | сюринтендант финансов, великий сокольничий Франции                                    |
| Луи д’Алуаньи, маркиз де Рошфор                        | 1583     | 1657       | бальи Берри                                                                           |
| Сезар-Огюст де Сен-Лари, барон де Терм                 |          | 1621       | великий конюший Франции                                                               |
| Александр де Роган, маркиз де Мариньи                  | 1578     | 1638       |                                                                                       |
| Франсуа де Сийи, граф де Ларошгийон                    | 1586     | 1628       | главный инспектор охоты Франции                                                       |
| Антуан-Эркюль де Бюдо, маркиз де Порт                  |          | 1629       | вице-адмирал Франции                                                                  |
| герцог Франсуа V де Ларошфуко, принц де Марсийяк       | 1588     | 1650       | губернатор Пуату                                                                      |
| Жак д’Этамп, сеньор де Валансе                         | 1579     | 1639       | великий квартирмейстер Дома короля, губернатор Кале                                   |
| Анри II д’Альбре, барон де Мьосенс                     |          |            |                                                                                       |

Четвертое пожалование (26 июля 1622)
Церемония в кафедральном соборе Гренобля
| Имя                                 | Рождение | Смерть | Должность                        |
| ----------------------------------- | -------- | ------ | -------------------------------- |
| Франсуа де Бонн, герцог де Ледигьер | 1543     | 1626   | пэр, коннетабль и маршал Франции |

Пятое пожалование (26 июня 1625)
Церемония в Сомерсет-Хаузе в Лондоне
| Имя                                    | Рождение | Смерть     | Должность                                                           |
| -------------------------------------- | -------- | ---------- | ------------------------------------------------------------------- |
| Антуан Куаффье де Рюзе, маркиз д’Эффиа | 1581     | после 1632 | Губернатор Бурбонне и Оверни, сюринтендант финансов, маршал Франции |

Шестое пожалование (24 марта 1632)
Командор:
| Имя                              | Рождение | Смерть | Должность                                                        |
| -------------------------------- | -------- | ------ | ---------------------------------------------------------------- |
| Альфонс Луи дю Плесси де Ришельё | 1582     | 1653   | кардинал, архиепископ Лиона, великий раздатчик милостыни Франции |

Седьмое пожалование (14 мая 1633)
Церемония в Фонтенбло
Командоры:
| Имя                                    | Рождение | Смерть | Должность                              |
| -------------------------------------- | -------- | ------ | -------------------------------------- |
| Арман Жан дю Плесси, герцог де Ришельё | 1585     | 1642   | кардинал, пэр и первый министр Франции |
| Луи де Ногаре де Ла Валетт             | 1593     | 1639   | кардинал Ла Валетт, архиепископ Тулузы |
| Клод де Ребе, барон д’Арк              | 1585     | 1659   | архиепископ Нарбона                    |
| Жан-Франсуа де Гонди                   | 1584     | 1654   | архиепископ Парижа                     |
| Анри д’Эскубло де Сурди                | 1593     | 1645   | архиепископ Бордо                      |

Кавалеры:
| Имя                                                                 | Рождение | Смерть | Должность                                                              |
| ------------------------------------------------------------------- | -------- | ------ | ---------------------------------------------------------------------- |
| Анри II д’Орлеан, герцог де Лонгвиль                                | 1595     | 1663   | губернатор Нормандии                                                   |
| Анри де Лоррен, граф д’Аркур                                        | 1601     | 1666   | великий конюший Франции                                                |
| Луи-Эммануэль де Валуа, герцог Ангулемский                          | 1596     | 1653   | губернатор Прованса                                                    |
| Анри де Латремуй, герцог де Туар                                    | 1598     | 1674   | пэр Франции                                                            |
| Шарль де Леви, герцог де Вантадур                                   | 1600     | 1649   | пэр Франции, губернатор Лимузена                                       |
| Анри де Ногаре де Лавалет, герцог де Кандаль                        | 1591     | 1639   | пэр Франции                                                            |
| Шарль де Шомберг, герцог де Альвен                                  | 1601     | 1656   | генерал-полковник рейтаров, губернатор Лангедока, пэр и маршал Франции |
| Франсуа де Коссе, герцог де Бриссак                                 | ок. 1585 | 1651   | пэр Франции, великий хлебодар Франции                                  |
| Бернар де Ногаре, герцог де Ла Валетт и д’Эпернон                   | 1592     | 1661   | генерал-полковник французской пехоты, губернатор Меца                  |
| граф Шарль-Анри де Клермон-Тоннер                                   | 1571     | 1640   | государственный советник                                               |
| герцог Франсуа-Аннибаль д'Эстре                                     | ок. 1573 | 1670   | пэр и маршал Франции                                                   |
| Жан де Неттанкур, граф де Вобекур                                   |          | 1642   | государственный советник, кампмаршал, губернатор Шалона                |
| маркиз Анри I де Лаферте-Сентер                                     | 1573     | 1662   | посол в Англии и Риме                                                  |
| виконт Леонар-Филибер де Помпадур                                   |          | 1634   | генеральный наместник Лимузена                                         |
| Рене оз Эполь, маркиз де Нель                                       | ок. 1574 | 1650   | кампмаршал                                                             |
| Гийом де Симиан, маркиз де Горд                                     |          | 1642   | капитан королевской гвардии                                            |
| граф Шарль де Ланнуа                                                |          | 1649   | первый дворцовый распорядитель короля                                  |
| Франсуа де Нагю, маркиз де Варенн                                   |          | 1637   | губернатор Эг-Морта                                                    |
| Юрбен де Майе, маркиз де Брезе                                      | 1597     | 1650   | маршал Франции                                                         |
| Жан де Гайяр де Беарн, граф де Брассак                              |          |        | губернатор Сентонжа                                                    |
| Франсуа II де Ноай, граф д’Айен                                     | 1584     | 1645   | государственный советник, кампмаршал                                   |
| Бернар де Бейлан, барон де Пуайян                                   |          | 1646   | генеральный наместник Беарна                                           |
| Габриель де Ла Валле-Фоссе, маркиз д’Эверли                         |          | 1636   | кампаршал, губернатор Лотарингии                                       |
| Шарль де Ливрон, маркиз де Бурбонне                                 |          |        | генеральный наместник Шампани, кампмаршал                              |
| Гаспар-Арман де Полиньяк, маркиз де Шалансон                        |          | 1659   | губернатор Юи-ан-Веле                                                  |
| Луи д’Арпажон, маркиз де Северак                                    | до 1601  | 1679   | генерал-лейтенант армий короля                                         |
| Шарль д’Эскубло, маркиз де Сурди                                    | 1589     | 1666   | государственный советник, кампмаршал, губернатор Орлеанне              |
| Франсуа де Бонн де Креки, герцог де Ледигьер                        | 1600     | 1677   | пэр Франции, губернатор Дофине                                         |
| Франсуа де Бетюн, граф д’Орваль                                     | 1598     | 1678   | первый конюший королевы Анны Австрийской                               |
| Клод де Рувруа, герцог де Сен-Симон                                 | 1607     | 1693   | пэр Франции, великий ловчий Франции                                    |
| Шарль дю Камбу, маркиз де Куален                                    |          | 1648   | губернатор Бреста, генеральный наместник Нижней Бретани                |
| Франсуа II де Виньеро, маркиз дю Понкурле                           | 1610     | 1646   | генерал галер                                                          |
| Шарль де Лапорт, герцог де Ламейере                                 | 1602     | 1664   | пэр и маршал Франции, великий магистр артиллерии                       |
| Габриель де Рошешуар, герцог де Мортемар                            | 1575     | 1634   | пэр Франции, губернатор Парижа                                         |
| Антуан д’Омон де Рошбарон, сеньор де Вилькье                        | 1601     | 1669   | пэр и маршал Франции                                                   |
| граф Жюст-Анри де Турнон-Руссильон                                  |          | 1643   | сенешаль Оверни, кампмаршал                                            |
| Луи де Муи, сеньор де Ла Мейере                                     |          | 1637   | генеральный наместник Нормандии                                        |
| Шарль Дамас, граф де Трианж                                         |          | 1638   | кампмаршал, генеральный наместник Бресса и Шароле                      |
| Эктор де Жела де Вуазен, маркиз де Леерон и д’Амбр                  | 1592     | 1645   | сенешаль и губернатор Лораге                                           |
| Анри де Бодеан, маркиз де Ла Мот-Сент-Эре                           | 1594     | 1653   | государственный советник, губернатор Верхнего и Нижнего Пуату          |
| Жан де Монши, маркиз де Монкаврель                                  | 1577     | 1638   | губернатор Ардра и Этампа                                              |
| Роже де Плесси, герцог де Лианкур                                   | 1599     | 1674   | пэр Франции                                                            |
| Шарль де Рувруа де Сен-Симон, сеньор дю Плесси и де Пон-Сен-Мексанс | 1602     | 1690   | генерал-лейтенант армий короля, губернатор Санлиса                     |

Восьмое пожалование (22 мая 1642)
Церемония в лагере под Перпиньяном
| Имя                                          | Рождение | Смерть | Должность   |
| -------------------------------------------- | -------- | ------ | ----------- |
| Оноре II, князь Монако, герцог де Валентинуа | 1597     | 1662   | пэр Франции |

### Пожалованные, но не получившие орден
| Год  | Имя                                            | Рождение | Смерть     | Должность                                        |
| ---- | ---------------------------------------------- | -------- | ---------- | ------------------------------------------------ |
| 1611 | Франсуа де Монсо д’Осси, барон де Мериньи      |          |            | вице-адмирал Нормандии                           |
| 1611 | Франсуа Дамас, сеньор де Трианж                |          |            |                                                  |
| 1611 | Кристоф де Арле, граф де Бомон                 |          |            | посол в Англии                                   |
| 1611 | Пьер д'Аркур, маркиз де Бёврон                 | 1550     | 1627       |                                                  |
| 1612 | Франсуа д’Эспарбес де Люссан, маркиз д’Обтер   | ок. 1571 | 1628       | маршал Франции                                   |
| 1612 | Изаак де Ларошфуко, барон де Монтандр          |          | 1612       |                                                  |
| 1613 | Арман-Леон де Дюрфор, сеньор де Борн           |          | после 1616 | генерал-лейтенант артиллерии                     |
| 1614 | Антуан д’Отён, сеньор де Лабом                 | 1558     | 1616       | сенешаль Лиона                                   |
| 1614 | граф Шарль д’Эскар                             |          |            |                                                  |
| 1615 | Луи де Монброн, сеньор де Фонтен и де Шаландре |          |            |                                                  |
| 1615 | Сезар де Дизимьё                               |          |            | губернатор Вьена                                 |
| 1615 | Этьен де Бонн, виконт де Таллар                |          |            |                                                  |
| 1616 | Леон де Дюрфор                                 |          |            |                                                  |
| 1616 | Луи Гуфье, герцог де Роанне                    | 1575     | 1642       | пэр Франции                                      |
| 1618 | Эммануэль Савойский, барон де Прессиньи        |          |            | сенешаль и губернатор Ланд и герцогства Шательро |
| 1618 | Анри де Пре, маркиз де Монпеза                 |          | 1619       |                                                  |
| 1618 | Шарль де Бальзак (командор)                    |          | 1625       | епископ Нуайона, пэр Франции                     |
| 1618 | Клод де Жуайёз, граф де Гранпре                |          |            |                                                  |
| 1619 | Александр де Вьёпон, маркиз де Коэмюр          |          |            | вице-адмирал Бретани                             |
| 1619 | Андре д’Орезон                                 |          |            |                                                  |
| 1619 | Жак де Кастий, барон де Кастельно              |          |            |                                                  |
| 1619 | Клод-Франсуа де Лабом, граф де Монревель       | 1584     | 1621       |                                                  |
| 1619 | Анри де Бальзак, сеньор де Клермон д’Антраг    |          |            |                                                  |
| 1619 | Эдм де Рошфор, маркиз де Ла Булле              |          |            | генеральный наместник Ниверне                    |
| 1621 | Жак де Бле, маркиз д’Юссель                    |          |            |                                                  |
| 1625 | Франсуа Савари де Брев, граф де Молеврие       | 1560     | 1628       | посол в Риме и Константинополе                   |
| 1625 | Франсуа д’Обеспин, барон д’Отрив               |          |            |                                                  |
| 1626 | Адриен де Монлюк-Монтескью, принц де Шабануа   | 1571     | 1646       | генеральный наместник Фуа                        |
| 1629 | Сезар де Бальзак д’Антраг, сеньор де Гре       |          |            |                                                  |
| 1629 | Жан-Луи де Рошешуар, сеньор де Шанденье        | 1582     | 1635       |                                                  |
| 1629 | Луи де Марийяк, граф де Бомон-ле-Роже          |          |            | маршал Франции                                   |
| 1633 | Эммануэль-Филибер де Лаберодьер                |          |            |                                                  |
| 1633 | Жан де Сен-Бонне, маркиз де Туара              | 1585     | 1636       | маршал Франции                                   |
| 1633 | Шарль II де Леви, граф де Шарлюс               |          | 1662       |                                                  |
| 1633 | маркиз Энцо ди Бентивольо                      |          |            |                                                  |
| 1633 | Жорж де Бранкас, герцог де Виллар              | 1568     | 1657       | пэр Франции                                      |

## При Людовике XIV (1643—1715)
Людовик XIV, четвёртый великий магистр, получил орденскую цепь на следующий день после коронации, 8 июня 1654.
Произведено 32 посвящения (19 командоров и 168 рыцарей, из которых 3 командора и 55 рыцарей не успели получить орден)
Первое пожалование (Париж, 28 апреля 1653)
Командор:
| Имя               | Рождение | Смерть | Должность                       |
| ----------------- | -------- | ------ | ------------------------------- |
| Антонио Барберини | 1608     | 1671   | кардинал, архиепископ Реймсский |

Второе пожалование (Реймс, 8 июня 1654)
| Имя                 | Рождение | Смерть | Должность |
| ------------------- | -------- | ------ | --------- |
| Филипп I Орлеанский | 1640     | 1701   |           |

Третье пожалование (Париж, 31 декабря 1661)
Командоры:
| Имя                                   | Рождение | Смерть | Должность                                                |
| ------------------------------------- | -------- | ------ | -------------------------------------------------------- |
| Камиль де Нёвиль де Вильруа           | 1606     | 1693   | архиепископ Лионский                                     |
| Франсуа Адемар де Монтей              | 1603     | 1689   | архиепископ Арльский                                     |
| Жорж д’Обюссон де Ла Фёйяд            | 1612     | 1697   | епископ Меца, архиепископ Амбрёна                        |
| Франсуа Арле де Шанваллон             | 1625     | 1695   | архиепископ Руанский, архиепископ Парижский, пэр Франции |
| Леонор Гойон де Матиньон              | 1604     | 1680   | епископ Лизьё                                            |
| Гаспар де Дайон дю Люд                | 1603     | 1676   | епископ Альби                                            |
| Анри де Ламот-Уданкур                 | 1612     | 1684   | епископ Ренна, архиепископ Ошский                        |
| Филипп-Эммануэль де Бомон де Лаварден | 1617     | 1671   | епископ Ле-Мана                                          |

Кавалеры:
| Имя                                                 | Рождение   | Смерть | Должность                                                                         |
| --------------------------------------------------- | ---------- | ------ | --------------------------------------------------------------------------------- |
| Луи II де Бурбон, принц де Конде                    | 1621       | 1686   | первый пэр Франции                                                                |
| Анри-Жюль де Бурбон, принц де Конде                 | 1643       | 1709   | пэр Франции, великий магистр Франции                                              |
| Арман де Бурбон, принц де Конти                     | 1629       | 1666   | губернатор Лангедока                                                              |
| Анри де Бурбон, герцог де Вернёй                    | 1601       | 1682   | пэр Франции                                                                       |
| Луи I де Бурбон герцог де Вандом и де Меркёр        | 1612       | 1669   | пэр Франции, губернатор Прованса, позднее кардинал и папский легат во Франции     |
| Франсуа де Бурбон-Вандом, герцог де Бофор           | 1616       | 1669   | пэр Франции, великий магистр Франции, сюринтендант навигации и коммерции Франции. |
| Франсуа де Крюссоль, герцог д’Юзес                  | 1604       | 1680   | пэр Франции                                                                       |
| Люин, Луи-Шарль д’Альбер, герцог де Люин            | 1620       | 1690   | пэр Франции, великий сокольничий Франции                                          |
| Шарль д’Альбер, герцог де Шон                       | 1625       | 1698   | пэр Франции, губернатор Бретани                                                   |
| Франсуа VI де Ларошфуко                             | 1613       | 1680   | пэр Франции, губернатор Пуату                                                     |
| Пьер де Гонди, герцог де Рец                        | ок. 1602   | 1676   | пэр Франции, генерал галер                                                        |
| герцог Антуан III де Грамон                         | 1604       | 1678   | пэр Франции, маршал Франции                                                       |
| герцог Сезар де Шуазёль                             | 1598       | 1675   | пэр Франции, маршал Франции                                                       |
| Николя де Нёвиль, герцог де Вильруа                 | 1598       | 1685   | пэр Франции, маршал Франции                                                       |
| Шарль III де Бланшфор де Креки, принц де Пуа        | 1624       | 1687   | пэр Франции, губернатор Парижа                                                    |
| Жак д’Этамп, маркиз де Ла-Ферте-Эмбо                | ок. 1590   | 1668   | маршал Франции                                                                    |
| герцог Анри II де Лаферте-Сентер                    | ок. 1599   | 1681   | пэр Франции, маршал Франции, губернатор Лотарингии                                |
| Филипп де Монто де Бенак, герцог де Навай           | ок. 1619   | 1684   | маршал Франции                                                                    |
| Жак Руксель, граф де Грансе                         | 1603       | 1680   | маршал Франции                                                                    |
| герцог Гастон-Жан-Батист де Роклор                  | 1615       | 1683   | губернатор Гиени                                                                  |
| Филипп-Жюльен Манчини, герцог Неверский             | 1641       | 1707   | губернатор Ниверне и Они                                                          |
| Джулио Чезарини, герцог ди Читтанова                |            | 1665   | получил цепь в 1662 в Риме                                                        |
| Франсуа Онора де Бовилье, герцог де Сент-Эньян      | ок. 1608   | 1687   | пэр Франции, первый дворянин Палаты короля                                        |
| Анри де Дайон, герцог дю Люд                        | после 1622 | 1685   | пэр Франции, великий магистр артиллерии                                           |
| Луи де Бетюн, герцог де Шаро                        | 1605       | 1681   | генеральный наместник Пикардии                                                    |
| герцог Анн де Ноай                                  | после 1613 | 1678   | пэр Франции, губернатор Руссильона                                                |
| Франсуа де Комменж, сеньор де Гито                  | 1581       | 1663   | губернатор Сомюра                                                                 |
| граф Франсуа де Клермон-Тоннер                      | 1601       | 1679   | генеральный наместник Бургундии                                                   |
| Александр-Гийом де Мелён, принц д’Эпинуа            | 1619       | 1679   | наследный коннетабль Фландрии                                                     |
| Сезар Фебюс д’Альбре, граф де Мьоссенс              | 1615       | 1676   | маршал Франции, губернатор Гиени                                                  |
| Франсуа-Рене Креспен дю Бек, маркиз де Вард         | ок. 1620   | 1688   | капитан Ста швейцарцев королевской гвардии                                        |
| Шарль-Максимильен де Бельфорьер, маркиз де Суайекур |            | 1679   | великий ловчий Франции                                                            |
| Франсуа де Клермон, маркиз де Монгла                | 1620       | 1675   | Великий магистр гардероба короля                                                  |
| Филипп де Клерамбо, граф де Паллюо                  | 1607       | 1665   | маршал Франции, губернатор Берри                                                  |
| Жан де Шулемберг, граф де Мондежё                   | 1597       | 1671   | маршал Франции                                                                    |
| Гастон-Жан-Батист де Комменж                        | 1613       | 1670   | губернатор Сомюра                                                                 |
| Франсуа де Симьян и де Понтев, маркиз де Горд       | 1623       | 1680   | сенешаль Прованса                                                                 |
| Анри де Беринген, сеньор д’Арменвильер              | 1603       | 1692   | Старший конюший Малой конюшни короля                                              |
| Жан дю Буше, маркиз де Сурш                         |            | 1677   | прево королевской резиденции и великого превотства Франции                        |
| граф Шарль де Фруле                                 | 1601       | 1671   | великий квартирмейстер Дома короля                                                |
| маркиз Жак-Франсуа де Отфор                         | 1609       | 1680   | старший конюший королевы                                                          |
| Франсуа Гойон де Матиньон, граф де Ториньи          | 1607       | 1675   | генеральный наместник Нижней Нормандии                                            |
| Шарль де Сен-Мор, герцог де Монтозье                | 1610       | 1690   | пэр Франции, воспитатель монсеньора дофина                                        |
| Франсуа II д’Эпине, маркиз де Сен-Люк               |            | 1670   | генеральный наместник Гиени                                                       |
| Ипполит де Бетюн, граф де Сель                      | 1603       | 1665   | придворный королевы                                                               |
| Фердинан де Лабом, граф де Монревель                | 1603       | 1678   | генеральный наместник Бресса и Бюже                                               |
| Луи-Арман III де Полиньяк, маркиз де Шалансон       | 1608       | 1692   | губернатор Ле-Пюи                                                                 |
| Антуан де Бруйи, маркиз де Пьенн                    | 1611       | 1676   | губернатор Пиньероля                                                              |
| маркиз Жан де Помпадур                              |            | 1684   | генеральный наместник Лимузена                                                    |
| Луи де Кардайяк и де Леви, граф де Бикюле           |            | 1666   | генеральный наместник Лангедока                                                   |
| Сипьон де Гримоар де Бовуар, граф де Рур            | 1609       | 1669   | генеральный наместник Лангедока                                                   |
| Франсуа де Монстье, граф де Меренвиль               |            | 1672   | генеральный наместник Прованса                                                    |
| Анри де Бейлан, маркиз де Пуайян                    |            | 1667   | генеральный наместник Беарна                                                      |
| Леон де Сент-Мор, граф де Жонсак                    |            | 1671   | генеральный наместник Сентонжа и Ангумуа                                          |
| Жак Стюэ, маркиз де Сен-Мегрен                      | 1588       | 1671   | великий сенешаль Гиени                                                            |
| Шарль-Франсуа де Жуайёз, граф де Гранпре            | 1620       | 1680   | губернатор Музона и Бомона                                                        |
| Тимолеон де Коссе, граф де Коссе и де Шатожирон     | 1626       | 1675   | великий хлебодар Франции                                                          |
| граф Шарль-Мартель де Клер                          | 1623       | 1669   | Капитан гвардии Месье единственного брата короля                                  |
| Жан-Поль де Гурдон де Женуйяк, граф де Вайяк        | 1620       | 1681   | Капитан гвардии Месье единственного брата короля                                  |
| Никола-Жоашен Руо, маркиз де Гамаш                  | 1621       | 1689   | губернатор Сен-Валери и Рю                                                        |
| граф Годфруа д’Эстрад                               | 1607       | 1686   | губернатор Дюнкерка, бессменный мэр Бордо, вице-король Америки, маршал Франции    |
| Рене-Гаспар де Лакруа, маркиз де Кастри             | 1611       | 1674   | губернатор Монпелье                                                               |
| Гийом де Першперу де Комменж, граф де Гито          | 1625       | 1685   | Камергер и первый дворянин Палаты принца де Конде                                 |

Четвёртое пожалование (Париж, 4 ноября 1663)
| Имя                                             | Рождение | Смерть | Должность |
| ----------------------------------------------- | -------- | ------ | --------- |
| Кристиан Людвиг I, герцог Мекленбург-Шверинский | 1623     | 1682   |           |

Пятое пожалование (12 декабря 1671)
Командор:
| Имя                                 | Рождение | Смерть | Должность                                              |
| ----------------------------------- | -------- | ------ | ------------------------------------------------------ |
| Эммануэль Теодоз де Ла Тур д’Овернь | 1643     | 1715   | кардинал де Буйон, великий раздатчик милостыни Франции |

Шестое пожалование (Рим, 29 сентября 1675)
| Имя                                                     | Рождение | Смерть | Должность |
| ------------------------------------------------------- | -------- | ------ | --------- |
| Флавио Орсини, герцог ди Браччано, принц ди Сольо       | 1620     | 1698   |           |
| Лодовико Сфорца-Конти, герцог ди Сфорца, Оньяно и Сеньи |          | 1685   |           |
| Филиппо Колонна, князь ди Соннино                       | ок. 1640 | 1692   |           |

Седьмое пожалование (Сен-Жермен-ан-Ле, 22 декабря 1675)
| Имя                                      | Рождение | Смерть | Должность      |
| ---------------------------------------- | -------- | ------ | -------------- |
| Франсуа-Гастон де Бетюн, маркиз де Шабри | 1638     | 1692   | посол в Польше |

Восьмое пожалование (Жолква, 30 ноября 1676)
| Имя             | Рождение | Смерть | Должность     |
| --------------- | -------- | ------ | ------------- |
| Ян III Собеский | 1624     | 1696   | король Польши |

Девятое пожалование (Сен-Жермен-ан-Ле, 1 января 1682)
| Имя                   | Рождение | Смерть | Должность |
| --------------------- | -------- | ------ | --------- |
| Людовик Великий Дофин | 1661     | 1711   |           |

Десятое пожалование (Версаль, 2 июня 1686)
| Имя                                       | Рождение | Смерть | Должность                                                             |
| ----------------------------------------- | -------- | ------ | --------------------------------------------------------------------- |
| Филипп II Орлеанский                      | 1674     | 1723   |                                                                       |
| Луи III де Бурбон-Конде, герцог де Бурбон | 1668     | 1710   | пэр Франции, великий магистр Франции                                  |
| Франсуа-Луи де Бурбон, принц де Конти     | 1664     | 1709   |                                                                       |
| Луи Огюст де Бурбон, герцог дю Мен        | 1670     | 1736   | пэр Франции, великий магистр артиллерии, генерал-полковник швейцарцев |

Одиннадцатое пожалование (Версаль, 31 декабря 1688)
Командоры:
| Имя                        | Рождение | Смерть | Должность                                                          |
| -------------------------- | -------- | ------ | ------------------------------------------------------------------ |
| Сезар д'Эстре              | 1628     | 1714   | пэр Франции, кардинал, епископ Лана                                |
| Пьер де Бонзи              | 1631     | 1733   | кардинал, архиепископ Нарбоннский                                  |
| Шарль-Морис Летелье        | 1642     | 1710   | архиепископ Реймсский, первый пэр Франции                          |
| Пьер IV дю Камбу де Куален | 1637     | 1706   | кардинал, Архиепископ Орлеана, великий раздатчик милостыни Франции |

Кавалеры:
| Имя                                                                | Рождение | Смерть | Должность                                                                                 |
| ------------------------------------------------------------------ | -------- | ------ | ----------------------------------------------------------------------------------------- |
| герцог Луи Жозеф де Вандом                                         | 1654     | 1712   | пэр Франции, генерал галер                                                                |
| Луи де Лоррен, граф д’Арманьяк                                     | 1641     | 1718   | великий конюший Франции, губернатор Анжу                                                  |
| Анри де Лоррен, граф де Брионн                                     | 1661     | 1712   |                                                                                           |
| Филипп де Лоррен, называемый шевалье де Лоррен                     | 1643     | 1702   |                                                                                           |
| Шарль де Лоррен, граф де Марсан                                    | 1648     | 1708   |                                                                                           |
| Шарль-Бельжик-Олланд де Латремуй, герцог де Туар, принц Тарентский | 1655     | 1709   | пэр Франции, первый дворянин Палаты короля                                                |
| Эмманюэль II де Крюссоль, герцог д’Юзес                            | 1642     | 1692   | пэр Франции                                                                               |
| Максимильен-Пьер-Франсуа де Бетюн, герцог де Сюлли                 | 1640     | 1694   | пэр Франции                                                                               |
| Шарль-Оноре д’Альбер, герцог де Люин                               | 1646     | 1712   | пэр Франции                                                                               |
| Арман-Жан де Виньеро дю Плесси, герцог де Ришельё                  | 1629     | 1715   | пэр Франции                                                                               |
| герцог Франсуа VII де Ларошфуко                                    | 1634     | 1714   | пэр Франции, великий ловчий Франции                                                       |
| Луи I, князь Монако, герцог де Валентинуа                          | 1640     | 1701   | пэр Франции                                                                               |
| герцог Франсуа-Аннибаль III д'Эстре                                | 1648     | 1698   | пэр Франции, губернатор Иль-де-Франса                                                     |
| герцог Антуан-Шарль де Грамон                                      | 1641     | 1720   | пэр Франции                                                                               |
| Арман-Шарль де Лапорт де Ла-Мейере, герцог Мазарини                | ок. 1631 | 1713   | пэр Франции, великий магистр артиллерии                                                   |
| Франсуа де Нёвиль, герцог де Вильруа                               | 1644     | 1730   | пэр Франции, маршал Франции                                                               |
| Поль де Бовилье, герцог де Сент-Эньян                              | 1648     | 1714   | пэр Франции, гранд Испании                                                                |
| Анри-Франсуа де Фуа-Кандаль, герцог де Рандан                      | 1639     | 1714   | пэр Франции                                                                               |
| Леон Потье, герцог де Трем                                         | ок. 1620 | 1704   | пэр Франции, первый дворянин Палаты короля                                                |
| герцог Анн-Жюль де Ноай                                            | 1650     | 1708   | пэр Франции, маршал Франции                                                               |
| Арман дю Камбу, герцог дю Куален                                   | 1635     | 1702   | пэр Франции                                                                               |
| герцог Сезар-Огюст де Шуазёль дю Плесси-Прален                     | ок. 1637 | 1705   | пэр Франции, генерал-лейтенант армий короля                                               |
| герцог Луи-Мари-Виктор д’Омон                                      | 1632     | 1704   | пэр Франции                                                                               |
| Франсуа Анри де Монморанси-Бутвиль, герцог де Пине-Люксембург      | 1628     | 1695   | пэр Франции, маршал Франции                                                               |
| Франсуа III д’Обюссон, граф де Ла-Фёйяд, герцог де Роанне          | 1631     | 1691   | маршал Франции, вице-король Сицилии, губернатор Дофине                                    |
| Бернарден Жиго, маркиз де Бельфон                                  | 1630     | 1694   | маршал Франции                                                                            |
| Луи де Креван, герцог д’Юмьер                                      | 1628     | 1690   | маршал Франции, великий магистр артиллерии                                                |
| Жак-Анри де Дюрфор, герцог де Дюрас                                | 1625     | 1704   | губернатор Франш-Конте, маршал Франции                                                    |
| Ги-Альдонс II де Дюрфор, граф де Лорж                              | 1630     | 1702   | маршал Франции                                                                            |
| Луи-Арман де Бетюн, герцог де Шаро                                 | 1640     | 1717   | пэр Франции, генеральный наместник Пикардии                                               |
| граф Жан II д’Эстре                                                | 1624     | 1707   | вице-адмирал маршал Франции, вице-король Америки, генеральный наместник Бретани           |
| герцог Шарль II де Лавьёвиль                                       | ок. 1616 | 1689   | губернатор Пуату                                                                          |
| Жан-Батист де Кассанье, маркиз де Тийяде                           |          | 1692   | капитан ста швейцарцев гвардии короля                                                     |
| Луи де Кайбо, маркиз де Ласаль                                     |          | 1728   | распорядитель гардероба короля                                                            |
| Жак-Луи де Беринген, граф де Шатонёф                               |          | 1723   | старший конюший королевы                                                                  |
| Филипп де Курсийон, маркиз де Данжо                                | 1638     | 1720   | губернатор Турени                                                                         |
| граф Филибер де Грамон                                             | 1621     | 1707   | губернатор Они и Ла-Рошели                                                                |
| герцог Луи-Франсуа де Буфлер                                       | 1644     | 1711   | пэр Франции, маршал Франции, рыцарь ордена Золотого руна                                  |
| Франсуа III д’Аркур, маркиз де Бёврон                              | 1627     | 1708   | генеральный наместник Верхней Нормандии                                                   |
| Анри де Морне, маркиз де Моншеврёй,                                | 1622     | 1706   | губернатор Сен-Жермен-ан-Ле                                                               |
| Эдуар-Франсуа Кольбер, граф де Молеврие                            | 1634     | 1693   | генерал-лейтенант армий короля                                                            |
| барон Жозеф де Монклар                                             | 1625     | 1690   | генерал-лейтенант армий короля                                                            |
| Анри-Шарль де Бомануар, маркиз де Лаварден                         | 1644     | 1701   | генеральный наместник Бретани                                                             |
| маркиз Пьер де Виллар                                              | 1623     | 1698   | государственный советник, генерал-лейтенант армий короля, посол в Савойе, Дании и Испании |
| Франсуа-Адемар де Монтей, граф де Гриньян                          | 1629     | 1714   | генеральный наместник Прованса                                                            |
| Клод де Шуазёль, маркиз де Франсьер                                | 1632     | 1711   | маршал Франции                                                                            |
| Жак III де Гойон де Матиньон, граф де Ториньи                      | 1644     | 1725   | генеральный наместник Нижней Нормандии                                                    |
| Жан-Арман де Жуайёз, маркиз де Гранпре                             | 1631     | 1710   | маршал Франции                                                                            |
| Франсуа де Кальво                                                  | 1617     | 1690   | генерал-лейтенант армий короля                                                            |
| граф Шарль д’Обинье                                                | 1634     | 1703   | губернатор Берри                                                                          |
| Шарль де Монсонен, граф де Монталь                                 | 1620     | 1696   | генерал-лейтенант армий короля                                                            |
| Клод де Тиар, граф де Бисси                                        | 1621     | 1701   | генерал-лейтенант армий короля                                                            |
| Антуан Коэфье, маркиз д’Эффиа                                      | 1638     | 1719   | первый конюший Месье единственного брата короля                                           |
| граф Франсуа де Монберон                                           | ок. 1632 | 1708   | генерал-лейтенант армий короля                                                            |
| Филипп-Огюст Леарди, маркиз де Латрус                              |          | 1691   | генерал-лейтенант армий короля                                                            |
| Франсуа де Монесте, маркиз де Шазрон                               |          | 1697   | генерал-лейтенант армий короля                                                            |
| Бернар де Ла-Гиш, граф де Сен-Жеран                                | 1641     | 1696   | генерал-лейтенант армий короля                                                            |
| Франсуа д’Эскубло, граф де Сурди                                   |          | 1707   | генерал-лейтенант армий короля                                                            |
| Филипп-Эммануэль-Фердинанд де Крой, принц де Сольр                 | 1641     | 1718   | генерал-лейтенант армий короля                                                            |
| Андре де Бетула де Коссань, граф де Лавогийон                      | 1630     | 1693   | государственный советник, посол в Испании                                                 |
| Жорж де Монши, маркиз д’Окенкур                                    |          | 1689   | генерал-лейтенант армий короля                                                            |
| Оливье де Сен-Жорж, маркиз де Коюэ-Верак                           |          | 1704   | генеральный наместник Пуату                                                               |
| Рене Мартель, маркиз д’Арси                                        |          | 1694   | государственный советник, посол в Савойе                                                  |
| маркиз Алексис-Анри де Шатийон                                     | 1653     | 1737   | первый дворянин Палаты Месье, единственного брата короля                                  |
| Никола-Шалон дю Бле, маркиз д’Юксель                               | 1652     | 1730   | маршал Франции                                                                            |
| Рене де Фруле, граф де Тессе                                       | 1650     | 1725   | маршал Франции, первый конюший мадам дофины и гранд Испании                               |
| Шарль де Морне, маркиз де Виларсо                                  |          | 1690   | капитан-лейтенант шеволежеров месье дофина                                                |
| Шарль д’Этамп, маркиз де Мони                                      |          | 1716   | капитан гвардии Филиппа Орлеанского                                                       |
| Иасент де Катрбарб, маркиз де Ларонжер                             | 1644     | 1703   | придворный герцогини Орлеанской                                                           |
| Жан д’Одибер, граф де Люссан                                       | 1627     | 1712   | первый дворянин Палаты принца де Конде                                                    |

Двенадцатое пожалование (Версаль, 29 мая 1689)
Командор:
| Имя                        | Рождение | Смерть | Должность                                                   |
| -------------------------- | -------- | ------ | ----------------------------------------------------------- |
| Туссен де Форбен де Жансон | 1631     | 1713   | кардинал, епископ Бове, великий раздатчик милостыни Франции |

Тринадцатое пожалование (Версаль, 2 февраля 1693)
| Имя                                     | Рождение | Смерть | Должность                                            |
| --------------------------------------- | -------- | ------ | ---------------------------------------------------- |
| Луи-Александр де Бурбон, граф Тулузский | 1678     | 1737   | пэр Франции, адмирал Франции, великий ловчий Франции |

Четырнадцатое пожалование (Версаль, 2 февраля 1694)
Командор:
| Имя                            | Рождение | Смерть | Должность                          |
| ------------------------------ | -------- | ------ | ---------------------------------- |
| Вильгельм Эгон фон Фюрстенберг | 1629     | 1704   | кардинал, князь-епископ Страсбурга |

Пятнадцатое пожалование (Жолква, 13 апреля 1694)
| Имя                                     | Рождение | Смерть | Должность        |
| --------------------------------------- | -------- | ------ | ---------------- |
| Анри-Альбер де Лагранж, маркиз д’Аркьен | 1613     | 1707   | позднее кардинал |

Шестнадцатое пожалование (Версаль, 22 мая 1695)
| Имя                               | Рождение | Смерть | Должность              |
| --------------------------------- | -------- | ------ | ---------------------- |
| Луи де Бурбон, герцог Бургундский | 1682     | 1712   |                        |
| Филипп V Анжуйский                | 1683     | 1746   | позднее король Испании |

Семнадцатое пожалование (Версаль, 1 января 1696)
Командор:
| Имя                       | Рождение | Смерть | Должность                    |
| ------------------------- | -------- | ------ | ---------------------------- |
| Франсуа де Клермон-Тоннер | 1629     | 1701   | пэр Франции, епископ Нуайона |

Кавалер:
| Имя                                   | Рождение | Смерть | Должность                                                  |
| ------------------------------------- | -------- | ------ | ---------------------------------------------------------- |
| Луи де Гискар, маркиз де Гискар-Маньи | 1651     | 1720   | губернатор Седана и Намюра, генерал-лейтенант армий короля |

Восемнадцатое пожалование (Рим, декабрь 1696)
| Имя                                                            | Рождение | Смерть | Должность |
| -------------------------------------------------------------- | -------- | ------ | --------- |
| Антонио Ланте Монтефельтро делла Ровере, 2-й герцог де Бомарцо | 1648     | 1716   |           |

Девятнадцатое пожалование (Версаль, 1 января 1698)
Командор:
| Имя                                   | Рождение | Смерть | Должность                                    |
| ------------------------------------- | -------- | ------ | -------------------------------------------- |
| Луи-Антуан де Ноай, герцог де Сен-Клу | 1651     | 1729   | пэр Франции, кардинал, архиепископ Парижский |

Двадцатое пожалование (Версаль, 2 февраля 1699)
| Имя                                | Рождение | Смерть | Должность |
| ---------------------------------- | -------- | ------ | --------- |
| Шарль де Бурбон, герцог Беррийский | 1686     | 1714   |           |

Двадцать первое пожалование (Версаль, 2 июня 1699)
| Имя                                               | Рождение | Смерть | Должность |
| ------------------------------------------------- | -------- | ------ | --------- |
| Гвидо Ваини, князь ди Канталупо, герцог ди Сальчи | 1649     | 1720   |           |

Двадцать второе пожалование (Рим, 19 декабря 1700)
| Имя                                         | Рождение | Смерть | Должность |
| ------------------------------------------- | -------- | ------ | --------- |
| Александр Бенедикт Собеский, принц польский | 1677     | 1714   |           |
| Константин Владислав Собеский               | 1680     | 1726   |           |

Двадцать третье пожалование (Версаль, 15 мая 1701)
Командоры:
| Имя                                   | Рождение | Смерть | Должность        |
| ------------------------------------- | -------- | ------ | ---------------- |
| Даниель де Конак                      | 1630     | 1708   | архиепископ Экса |
| Шарль-Анри дю Камбу, герцог де Куален | 1664     | 1732   | епископ Меца     |

Кавалер:
| Имя                                       | Рождение | Смерть | Должность      |
| ----------------------------------------- | -------- | ------ | -------------- |
| Камиль д’Отён де ла Бом, герцог де Таллар | ок. 1652 | 1728   | маршал Франции |

Двадцать четвёртое пожалование (Версаль, 2 февраля 1703)
| Имя                                               | Рождение | Смерть | Должность      |
| ------------------------------------------------- | -------- | ------ | -------------- |
| Фердинанд де Марсен, рейхсграф, маркиз де Клермон | 1656     | 1706   | маршал Франции |

Двадцать пятое пожалование (Версаль, 27 мая 1703)
| Имя                                   | Рождение | Смерть | Должность                      |
| ------------------------------------- | -------- | ------ | ------------------------------ |
| Шарль-Амеде де Брольи, граф де Ревель | 1649     | 1707   | генерал-лейтенант армий короля |

Двадцать шестое пожалование (Версаль, 1 января 1705)
Командор:
| Имя         | Рождение | Смерть | Должность          |
| ----------- | -------- | ------ | ------------------ |
| Жан д’Эстре | 1666     | 1718   | архиепископ Камбре |

Кавалер:
| Имя                           | Рождение | Смерть | Должность                                         |
| ----------------------------- | -------- | ------ | ------------------------------------------------- |
| Роже Брюлар, маркиз де Сийери | ок. 1640 | 1719   | генерал-лейтенант армий короля, посол в Швейцарии |

Двадцать седьмое пожалование (Версаль, 2 февраля 1705)
| Имя                                        | Рождение | Смерть | Должность                                                                                    |
| ------------------------------------------ | -------- | ------ | -------------------------------------------------------------------------------------------- |
| герцог Анри д’Аркур                        | 1654     | 1718   | пэр Франции, маршал Франции                                                                  |
| герцог Виктор Мари д’Эстре                 | 1660     | 1737   | пэр Франции, вице-адмирал и маршал Франции                                                   |
| герцог Клод Луи Эктор де Виллар            | 1653     | 1734   | пэр Франции, маршал Франции, гранд Испании, рыцарь ордена Золотого руна, губернатор Прованса |
| Ноэль Бутон, маркиз де Шамийи              | 1636     | 1715   | маршал Франции, губернатор Страсбурга                                                        |
| Франсуа Луи де Русселе, маркиз де Шаторено | 1637     | 1716   | вице-адмирал и маршал Франции                                                                |
| Себастьен Ле Претр, сеньор де Вобан        | 1633     | 1707   | маршал Франции, генеральный комиссар фортификаций                                            |
| Конрад де Розен, граф де Больвейлер        | 1628     | 1715   | маршал Франции                                                                               |
| Никола-Огюст де Лабом, маркиз де Монревель | 1645     | 1716   | маршал Франции                                                                               |

Двадцать восьмое пожалование (Версаль, 1 марта 1705)
| Имя                                               | Рождение | Смерть | Должность                          |
| ------------------------------------------------- | -------- | ------ | ---------------------------------- |
| Исидоро де Ла Куэва-и-Бенавидес, маркиз де Бедмар | 1652     | 1723   | гранд Испании, вице-король Сицилии |

Двадцать девятое пожалование (Версаль, 1 января 1709)
| Имя                                   | Рождение | Смерть | Должность                                                  |
| ------------------------------------- | -------- | ------ | ---------------------------------------------------------- |
| Луи IV Анри де Бурбон, принц де Конде | 1692     | 1740   | пэр Франции, великий магистр Франции, губернатор Бургундии |

Тридцатое пожалование (Версаль, 1 января 1711)
| Имя                                    | Рождение | Смерть | Должность                                      |
| -------------------------------------- | -------- | ------ | ---------------------------------------------- |
| Луи Арман II де Бурбон, принц де Конти | 1695     | 1727   | пэр Франции                                    |
| Жак-Элеонор де Руссель, граф де Грансе | 1655     | 1725   | маршал Франции                                 |
| Леонор-Мари дю Мен, граф дю Бур        | 1655     | 1739   | маршал Франции, генеральный директор кавалерии |
| Франческо Зенобио Филиппо Альберготти  | 1654     | 1725   | генерал-лейтенант армий короля                 |
| маркиз Луи-Венсан де Гебриан           | 1659     | 1744   | генерал-лейтенант армий короля                 |

Тридцать первое пожалование (Версаль, 2 декабря 1712)
| Имя               | Рождение | Смерть | Должность   |
| ----------------- | -------- | ------ | ----------- |
| герцог Луи д’Омон | 1667     | 1723   | пэр Франции |

Тридцать второе пожалование (Версаль, 7 июня 1713)
Командор:
| Имя                               | Рождение | Смерть | Должность                                                               |
| --------------------------------- | -------- | ------ | ----------------------------------------------------------------------- |
| Арман Гастон Максимильен де Роган | 1674     | 1749   | кардинал, князь-епископ Страсбурга, великий раздатчик милостыни Франции |

### Пожалованные, но не получившие орден
| Год  | Имя                                                                                         | Рождение | Смерть | Должность                                  |
| ---- | ------------------------------------------------------------------------------------------- | -------- | ------ | ------------------------------------------ |
| 1643 | Роже де Боссос, барон д’Эспенан                                                             |          |        |                                            |
| 1643 | Луи Гот, маркиз де Руйяк                                                                    | 1584     | 1662   | кампмаршал                                 |
| 1644 | Гвидо Чезаре Колонна, князь ди Карбоньяно и Бассанелло                                      | 1602     | 1681   |                                            |
| 1644 | N. де Суайекур                                                                              |          |        | кампмаршал                                 |
| 1646 | Ростен Антуан Д’Эр-дю-Пюи Сен-Мартен, сеньор д’Эгбон                                        |          |        |                                            |
| 1646 | Антуан д’Этурмель                                                                           |          |        | первый конюший герцогини Орлеанской        |
| 1648 | Владислав IV                                                                                | 1595     | 1648   | король Польши                              |
| 1648 | Филипп де Ламот-Уданкур                                                                     | 1605     | 1657   | маршал Франции                             |
| 1649 | NN, маркиз де Тран                                                                          |          |        |                                            |
| 1649 | Доминик Сегье (командор)                                                                    |          | 1659   | епископ Мо                                 |
| 1650 | NN, маркиз д’Отфор                                                                          |          |        |                                            |
| 1650 | Клод Ив де Турзель, маркиз д’Аллегр                                                         |          |        |                                            |
| 1651 | маркиз Жак де Кастельно                                                                     | 1620     | 1658   | маршал Франции                             |
| 1651 | Роже-Эктор де Пардайян, маркиз д’Антен                                                      |          |        |                                            |
| 1651 | Себастьен де Ромадек, маркиз де Молак                                                       |          |        |                                            |
| 1651 | Луи-Шалон де Бле, маркиз д’Юксель                                                           | 1619     | 1658   | генерал-лейтенант                          |
| 1651 | Габриель Номпар II де Комон, граф де Лозён                                                  |          | 1660   |                                            |
| 1651 | Франсуа Сикер, маркиз де Бурдей                                                             |          |        |                                            |
| 1651 | Шарль-Антуан де Ферьер, маркиз де Совбёф                                                    |          |        |                                            |
| 1651 | маркиз Жан-Пьер д’Обтер                                                                     |          |        |                                            |
| 1651 | Луи де Кайбо, маркиз де Ласаль                                                              |          |        |                                            |
| 1651 | N. де Барро                                                                                 |          |        |                                            |
| 1651 | Изаак де Пас, маркиз де Фёкьер                                                              | 1618     | 1688   |                                            |
| 1651 | Франсуа де Шуазёль, маркиз де Прален                                                        |          | 1690   |                                            |
| 1651 | маркиз Луи Оливье де Лёвиль                                                                 |          |        |                                            |
| 1651 | NN. д’Омон                                                                                  |          |        |                                            |
| 1651 | Анри Бурсье де Барри де Сент-Оне                                                            |          |        |                                            |
| 1651 | Франсуа де Гонто де Бирон                                                                   |          |        |                                            |
| 1651 | Жорж Изоре, маркиз д’Эрво                                                                   |          |        |                                            |
| 1651 | Филибер де Помпадур, маркиз де Лорьер                                                       |          |        |                                            |
| 1651 | Жан де Ламбер                                                                               |          |        |                                            |
| 1651 | барон Филипп де Мейяр                                                                       |          |        |                                            |
| 1651 | Поль-Антуан де Кассанье, маркиз де Фимаркон                                                 |          | 1664   | генерал-лейтенант армий короля             |
| 1651 | Шарль де Монши, маркиз д’Окенкур                                                            | 1599     | 1658   | маршал Франции                             |
| 1652 | NN д’Отрив                                                                                  |          |        |                                            |
| 1652 | NN де Суйяк де Момеж                                                                        |          |        |                                            |
| 1652 | барон NN де Клерво                                                                          |          |        |                                            |
| 1652 | Луи де Бридо                                                                                |          |        |                                            |
| 1652 | Илер де Лаваль, маркиз де Сен-Лезе                                                          |          | 1670   |                                            |
| 1652 | Ашиль де Арле, маркиз де Бреваль-Шанвалон                                                   |          |        |                                            |
| 1652 | Франсуа-Мари де Брольо де Ревель                                                            |          |        |                                            |
| 1652 | Франсуа де Ла-Беродьер                                                                      |          |        |                                            |
| 1652 | Оде д’Аркур, граф де Круази                                                                 | 1604     | 1661   |                                            |
| 1652 | NN, маркиз де Ковиссон                                                                      |          |        |                                            |
| 1652 | Арман-Жан Митт, маркиз де Сен-Шомон                                                         |          |        |                                            |
| 1652 | Никола Дове, граф де Маре                                                                   |          |        | великий сокольничий Франции                |
| 1652 | Антуан-Франсуа де Ламе                                                                      |          |        |                                            |
| 1653 | NN, маркиз дю Бек                                                                           |          |        |                                            |
| 1653 | граф Франсуа д’Эстен                                                                        |          |        |                                            |
| 1658 | Жан де Пейр, граф де Труавиль                                                               |          |        |                                            |
| 1661 | Абрахам де Фабер                                                                            | 1599     | 1662   | маршал Франции                             |
| 1703 | Хуан Кларо Алонсо Перес де Гусман, герцог Медина-Сидония                                    | 1643     | 1713   | испанский посол во Франции                 |
| 1703 | Франсиско Казимиро Антонио Альфонсо Пиментель де Киньонес де Бенавидес, герцог де Бенавенте | 1653     | 1709   |                                            |
| 1703 | Фабрисио де Толедо Осорио, маркиз де Вильяфранка                                            | 1635     | 1705   | гранд Испании                              |
| 1703 | Хуан Франсиско Пачеко Гомес де Сандоваль, граф де Монтальбан                                | 1649     |        |                                            |
| 1703 | Луис Эммануэль Фердинанд де Портокарреро (командор)                                         | 1635     | 1709   | кардинал, архиепископ Толедо               |
| 1708 | Жозеф-Эммануэль де Ла-Тремуй (командор)                                                     |          | 1720   | кардинал, епископ Байё, архиепископ Камбре |

## При Людовике XV (1715—1774)
Пятый великий магистр Людовик XV получил орденскую цепь на следующий день после коронации, 27 октября 1722
Произведено 73 посвящения (27 командоров и 219 рыцарей, из которых 1 командор и 17 рыцарей не успели получить орден)
Первое пожалование (Версаль, 26 июля 1717, церемония в Мадриде)
| Имя                                                             | Рождение | Смерть | Должность                                      |
| --------------------------------------------------------------- | -------- | ------ | ---------------------------------------------- |
| Луис I, принц Астурийский                                       | 1707     | 1724   | позднее король Испании                         |
| Рестайно Кантельмо-Стюарт, герцог ди Пополи, князь ди Петторано | 1651     | 1723   | магистр артиллерии Неаполитанского королевства |

Второе пожалование (27 октября 1722)
| Имя                                   | Рождение | Смерть | Должность                              |
| ------------------------------------- | -------- | ------ | -------------------------------------- |
| Луи де Бурбон, герцог Орлеанский      | 1703     | 1752   | первый принц крови, первый пэр Франции |
| Шарль де Бурбон-Конде, граф де Шароле | 1700     | 1760   |                                        |

Третье пожалование (Версаль, 3 июня 1724)
Командоры:
| Имя                                                | Рождение | Смерть | Должность                                            |
| -------------------------------------------------- | -------- | ------ | ---------------------------------------------------- |
| Анри-Понс де Тиар де Бисси                         | 1657     | 1737   | кардинал, епископ Мо                                 |
| Леон Потье де Жевр                                 | 1656     | 1744   | кардинал, архиепископ Буржский                       |
| Франсуа-Поль де Нёвиль де Вильруа                  | 1677     | 1731   | архиепископ Лионский                                 |
| Шарль-Гаспар-Гийом ди Вентимиль, герцог де Сен-Клу | 1655     | 1746   | архиепископ Экса, архиепископ Парижский, пэр Франции |
| Рене-Франсуа де Бово де Риво                       | 1664     | 1738   | архиепископ Нарбоннский                              |

Кавалеры:
| Имя                                                                          | Рождение | Смерть | Должность |
| ---------------------------------------------------------------------------- | -------- | ------ | --- |
| Луи де Бурбон-Конде, граф де Клермон                                         | 1709     | 1771   | |
| Шарль де Лоррен, граф д’Арманьяк                                             | 1684     | 1751   | великий конюший Франции                                                                                                 |
| Шарль-Луи де Лоррен, принц де Пон и де Мортен                                | 1696     | 1755   | генерал-лейтенант армий короля                                                                                          |
| Жан-Шарль де Крюссоль, герцог д’Юзес                                         | 1675     | 1739   | первый пэр Франции, губернатор Сентонжа и Ангумуа                                                                       |
| Максимильен-Анри де Бетюн, герцог де Сюлли, принц д’Анришмон                 | 1669     | 1729   | пэр Франции, губернатор Манта                                                                                           |
| Луи-Антуан де Бранкас, герцог де Виллар                                      | 1682     | 1760   | пэр Франции |
| герцог Франсуа VIII де Ларошфуко                                             | 1663     | 1728   | пэр Франции, главный распорядитель гардероба короля                                                                     |
| Шарль-Франсуа-Фредерик I де Монморанси-Люксембург, герцог де Пине-Люксембург | 1662     | 1726   | пэр Франции, генеральный наместник Нормандии                                                                            |
| Луи-Никола де Нёвиль де Вильруа, герцог де Вильруа                           | 1663     | 1734   | пэр Франции, капитан королевской гвардии                                                                                |
| Луи де Рошешуар, герцог де Мортемар                                          | 1681     | 1746   | пэр Франции, первый дворянин Палаты короля                                                                              |
| Поль-Ипполит де Бовилье, герцог де Сент-Эньян                                | 1684     | 1776   | пэр Франции, первый дворянин Палаты короля                                                                              |
| Франсуа-Бернар Потье де Жевр, герцог де Трем                                 | 1655     | 1739   | пэр Франции, первый дворянин Палаты короля                                                                              |
| герцог Адриен-Морис де Ноай                                                  | 1678     | 1766   | пэр Франции, рыцарь ордена Золотого руна, гранд Испании, капитан первой роты королевской гвардии, губернатор Руссильона |
| Арман де Бетюн, герцог де Шаро                                               | 1663     | 1747   | пэр Франции |
| Джеймс Фитцджеймс, 1-й герцог Бервик                                         | 1670     | 1734   | пэр Франции, пэр Англии, гранд Испании, рыцарь ордена Золотого руна, маршал Франции                                     |
| Луи Антуан де Пардайян-Гондрен, герцог д’Антен                               | 1665     | 1736   | пэр Франции, губернатор Орлеане                                                                                         |
| Луи-Огюст д’Альбер д’Айи, герцог де Шон                                      | 1676     | 1744   | пэр Франции, капитан-лейтенант шеволежеров королевской гвардии, маршал Франции                                          |
| Мари-Жозеф д’Отён де Лабом, граф де Таллар                                   | 1684     | 1755   | пэр Франции, губернатор Франш-Конте                                                                                     |
| Луи де Бранкас, маркиз де Серест, называемый маркиз де Бранкас               | 1672     | 1750   | гранд Испании, рыцарь ордена Золотого руна, маршал Франции                                                              |
| Жак Базен, сеньор де Безон                                                   | 1646     | 1733   | маршал Франции, губернатор Камбре                                                                                       |
| Пьер де Монтескью, граф д’Артаньян                                           | 1640     | 1725   | маршал Франции, губернатор города и цитадели Арраса                                                                     |
| Луи-Никола Летелье, маркиз де Сувре                                          | 1667     | 1725   | распорядитель гардероба короля                                                                                          |
| Луи Санген, маркиз де Ливри                                                  | 1679     | 1741   | первый метрдотель короля                                                                                                |
| Луи-Жан-Батист де Гойон де Матиньон, граф де Гасе                            | 1682     | 1747   | губернатор Они |
| Анн-Жак де Буйон, маркиз де Фервак                                           | 1679     | 1745   | губернатор Мена |
| Шарль-Франсуа де Винтимиль дю Люк, граф дю Люк                               | 1653     | 1740   | государственный советник, наместник короля в Провансе                                                                   |
| Луи II де При, маркиз де План                                                | 1673     | 1751   | посол в Турине |
| Луи III де Майи-Нель, маркиз де Нель, принц Оранский                         | 1689     | 1764   | |
| маркиз Франсуа-Мари де Отфор                                                 | 1654     | 1727   | генерал-лейтенант армий короля                                                                                          |
| Жозеф де Монтескью, называемый граф д’Артаньян                               | 1651     | 1729   | генерал-лейтенант армий короля и капитан-лейтенант первой роты мушкетеров                                               |
| граф Франсуа д’Эстен                                                         | ок. 1654 | 1732   | генерал-лейтенант армий короля                                                                                          |
| Арман де Мадайян де Леспар, маркиз де Лассе                                  | 1652     | 1738   | генеральный наместник Бреса и Бюже                                                                                      |
| Пьер Бушар д’Эпарбес де Люссан, граф д’Обтер                                 | 1657     | 1748   | генерал-лейтенант армий короля                                                                                          |
| Жоашен де Монтегю, маркиз де Бузоль                                          | 1662     | 1746   | генерал-лейтенант армий короля, генеральный наместник Оверни                                                            |
| Франсуа де Франкето, герцог де Куаньи                                        | 1670     | 1759   | генерал-полковник драгун, маршал Франции                                                                                |
| Жан де Монбуазье, граф де Канийяк                                            | 1661     | 1729   | генерал-лейтенант армий короля, капитан-лейтенант второй роты мушкетеров, губернатор города и цитадели Амьена и Корби   |
| Жак-Жозеф Випар, маркиз де Сийи                                              | 1671     | 1727   | государственный советник, генерал-лейтенант армий короля                                                                |
| Жак де Кассанье-Тийяде-Нарбон, маркиз де Фимаркон                            | 1659     | 1730   | генерал-лейтенант армий короля, генеральный наместник Руссильона                                                        |
| Анри де Сен-Нектер                                                           | 1667     | 1746   | генерал-лейтенант армий короля, посол в Англии                                                                          |
| граф Пьер-Мадлен де Бово                                                     | 1663     | 1734   | генерал-лейтенант армий короля                                                                                          |
| Луи де Ганд де Мерод де Монморанси, принц д’Изенгьен                         | 1678     | 1767   | генерал-лейтенант армий короля                                                                                          |
| Луи-Пьер Анжельбер де Ламарк                                                 | 1674     | 1750   | генерал-лейтенант армий короля                                                                                          |
| Сезар де Сен-Жорж, маркиз де Куэ-Верак                                       | 1673     | 1741   | генерал-лейтенант армий короля, генеральный наместник Пуату                                                             |
| маркиз Ален Эммануэль де Коэтлогон                                           | 1646     | 1730   | маршал Франции, вице-адмирал Франции                                                                                    |
| Жан-Батист-Франсуа Демаре, маркиз де Мальбуа                                 | 1682     | 1762   | распорядитель гардероба короля, генеральный наместник Лангедока и губернатор Сент-Омера, маршал Франции                 |
| Шарль-Анри-Гаспар де Со, виконт де Таванн                                    | 1683     | 1753   | генеральный наместник Бургундии                                                                                         |
| Гаспар де Клермон-Тоннер, маркиз де Вовиллер                                 | 1688     | 1781   | генеральный комиссар кавалерии, маршал Франции                                                                          |
| Франсуа де Симьян, маркиз д’Эспаррон                                         | 1674     | 1734   | первый дворянин Палаты герцога Орлеанского                                                                              |
| Жозеф-Франсуа де Лакруа, маркиз де Кастри                                    | 1663     | 1728   | губернатор и сенешаль Монпелье                                                                                          |
| маркиз Пьер-Гаспар де Клермон-Гальранд                                       | 1682     | 1756   | первый конюший герцога Орлеанского, генерал-лейтенант армий короля и бальи Доля                                         |

Четвертое пожалование (1 января 1725)
| Имя                                          | Рождение | Смерть | Должность             |
| -------------------------------------------- | -------- | ------ | --------------------- |
| Мари-Тома-Огюст де Гойон, маркиз де Матиньон | 1684     | 1766   | бригадир армий короля |

Пятое пожалование (1 января 1726)
| Имя                                                           | Рождение | Смерть | Должность                                                               |
| ------------------------------------------------------------- | -------- | ------ | ----------------------------------------------------------------------- |
| Мишель Тарло де Тешин и Ожекаржовиц, граф Мельцрин и Заклишин | 1677     | 1727   | полковник гвардии Станислава Лещинского, генерал-лейтенант армий короля |

Шестое пожалование (Версаль, 2 февраля 1728)
| Имя                                 | Рождение | Смерть | Должность                                   |
| ----------------------------------- | -------- | ------ | ------------------------------------------- |
| Луи-Огюст де Бурбон, принц Домбский | 1700     | 1755   | генерал-полковник швейцарцев                |
| Луи-Шарль де Бурбон, граф д’Э       | 1701     | 1775   | великий магистр артиллерии                  |
| Луи де Рувруа, герцог де Сен-Симон  | 1675     | 1755   | пэр Франции, гранд Испании, посол в Испании |
| герцог Антуан-Гастон де Роклор      | 1656     | 1738   | маршал Франции                              |
| маркиз Ив V д’Алегр                 | 1653     | 1733   | маршал Франции                              |
| герцог Луи де Грамон                | 1689     | 1745   | бригадир армий короля                       |

Седьмое пожалование (Версаль, 16 мая 1728)
| Имя                                                 | Рождение | Смерть | Должность                                                                                   |
| --------------------------------------------------- | -------- | ------ | ------------------------------------------------------------------------------------------- |
| Жак-Анри де Лоррен, князь фон Ликсхейм              | 1698     | 1734   | великий магистр дома герцога Лотарингского, бригадир армий короля                           |
| герцог Александр де Ларошфуко                       | 1690     | 1762   | пэр Франции, главный распорядитель гардероба короля и бригадир армий короля                 |
| герцог Луи-Антуан-Арман де Грамон                   | 1688     | 1741   | пэр Франции, генерал-лейтенант армий короля, полковник французской гвардии                  |
| Франсуа-Жоашен-Бернар Потье де Жевр, герцог де Жевр | 1692     | 1757   | пэр Франции, первый дворянин Палаты короля                                                  |
| Поль-Франсуа де Бетюн, герцог де Шаро               | 1682     | 1759   | пэр Франции, капитан королевской гвардии, генерал-лейтенант армий короля                    |
| герцог Франсуа д’Аркур                              | 1689     | 1750   | пэр Франции, капитан королевской гвардии, генеральный наместник Франш-Конте, маршал Франции |
| Рене Ман де Фруле, граф де Тессе                    | 1681     | 1746   | гранд Испании, генерал-лейтенант армий короля, старший конюший королевы                     |
| Луи-Арман де Бришанто, маркиз де Нанжи              | 1682     | 1742   | генерал-лейтенант армий короля, придворный королевы                                         |

Восьмое пожалование (Версаль, 1 января 1729)
| Имя                                                       | Рождение | Смерть | Должность                                                  |
| --------------------------------------------------------- | -------- | ------ | ---------------------------------------------------------- |
| Луи Франсуа Арман де Виньеро дю Плесси, герцог де Ришельё | 1696     | 1788   | первый дворянин Палаты короля, пэр Франции, маршал Франции |

Девятое пожалование (Севилья, 25 апреля 1729)
| Имя | Рождение | Смерть | Должность |
| --- | -------- | ------ | --- |
| Фердинанд де Бурбон, принц Астурийский                                                                         | 1713     | 1759   | позднее король Испании |
| инфант Карлос, герцог Пармы и Пьяченцы                                                                         | 1716     | 1788   | позднее король Неаполя, затем Испании                                                                                                   |
| Хосе Мария Тельес-Хирон, 7-й герцог де Осуна                                                                   | 1685     | 1733   | гранд Испании, посол во Франции |
| Мануэль Доминго де Бенавидес, 10-й граф де Сантистебан-дель-Пуэрто                                             | 1683     | 1748   | гранд Испании, испанский уполномоченный на конгрессе в Камбре                                                                           |
| Алонсо Фернандес Манрике де Лара, 1-й герцог дель Арко                                                         |          | 1737   | гранд Испании, рыцарь ордена Золотого руна, великий и старший конюший короля Испании                                                    |
| Антонио Микеле Джузеппе Никколо Луиджи Франческо Гаспаре Джудиче, 3-й герцог ди Джовенаццо, принц ди Челламаре | 1657     | 1733   | гранд Испании, рыцарь ордена Сантьяго, губернатор и генерал-капитан Старой Кастилии, великий конюший королевы Испании, посол во Франции |

Десятое пожалование (Версаль, 2 февраля 1731)
| Имя                                                    | Рождение | Смерть | Должность                                                          |
| ------------------------------------------------------ | -------- | ------ | ------------------------------------------------------------------ |
| герцог Шарль-Эжен де Леви                              | 1669     | 1734   | пэр Франции, генерал-лейтенант армий короля                        |
| Кристиан-Луи де Монморанси-Люксембург, принц де Тенгри | 1675     | 1746   | пэр Франции, маршал Франции                                        |
| герцог Алексис де Шатийон                              | 1690     | 1754   | пэр Франции, великий бальи Хагенау, генерал-лейтенант армий короля |
| маркиз Анри-Камиль де Беринген                         | 1693     | 1770   | старший конюший королевы                                           |

Одиннадцатое пожалование (Версаль, 13 мая 1731)
| Имя                                   | Рождение | Смерть | Должность                                                                    |
| ------------------------------------- | -------- | ------ | ---------------------------------------------------------------------------- |
| Жан-Батист де Дюрфор, герцог де Дюрас | 1684     | 1770   | маршал Франции                                                               |
| герцог Франсуа-Мари де Брольи         | 1671     | 1745   | маршал Франции                                                               |
| маркиз Филипп-Шарль де Лафар          | 1687     | 1752   | рыцарь ордена Золотого руна, маршал Франции, генеральный наместник Лангедока |

Двенадцатое пожалование (Версаль, 1 января 1733)
Командор:
| Имя                  | Рождение | Смерть | Должность                    |
| -------------------- | -------- | ------ | ---------------------------- |
| Мельхиор де Полиньяк | 1661     | 1741   | кардинал, архиепископ Ошский |

Кавалер:
| Имя                                   | Рождение | Смерть | Должность   |
| ------------------------------------- | -------- | ------ | ----------- |
| Луи Франсуа де Бурбон, принц де Конти | 1717     | 1776   | пэр Франции |

Тринадцатое пожалование (Версаль, 24 мая 1733)
Командоры:
| Имя                             | Рождение | Смерть | Должность                      |
| ------------------------------- | -------- | ------ | ------------------------------ |
| Арман-Пьер де Лакруа де Кастри  | ок. 1659 | 1747   | архиепископ Ошский             |
| Анри-Освальд де Ла Тур д’Овернь | 1671     | 1737   | кардинал, архиепископ Вьенский |

Четырнадцатое пожалование (Версаль, 24 мая 1733)
| Имя                                                              | Рождение | Смерть | Должность                                                    |
| ---------------------------------------------------------------- | -------- | ------ | ------------------------------------------------------------ |
| Шарль-Луи-Огюст Фуке де Бель-Иль, граф де Жизор, имперский князь | 1684     | 1761   | рыцарь ордена Золотого руна, маршал Франции, военный министр |

Пятнадцатое пожалование (Версаль, 22 марта 1736)
| Имя                                                | Рождение | Смерть | Должность                                                                     |
| -------------------------------------------------- | -------- | ------ | ----------------------------------------------------------------------------- |
| Филипп, инфант Испании                             | 1720     | 1765   | позднее герцог Пармы и Пьяченцы                                               |
| Альваро Антонио де Басан, 7-й маркиз де Санта-Крус | 1673     | 1737   | гранд Испании, рыцарь ордена Золотого руна, старший майордом королевы Испании |

Шестнадцатое пожалование (Версаль, 20 мая 1736)
| Имя                                  | Рождение | Смерть | Должность   |
| ------------------------------------ | -------- | ------ | ----------- |
| Жан-Эркюль де Россе, герцог де Флёри | 1683     | 1748   | пэр Франции |

Семнадцатое пожалование (Версаль, 2 февраля 1737)
| Имя                                                     | Рождение | Смерть | Должность                                      |
| ------------------------------------------------------- | -------- | ------ | ---------------------------------------------- |
| Луи-Франсуа-Анн де Нёвиль, герцог де Вильруа            | 1695     | 1766   | пэр Франции                                    |
| Шарль-Арман-Доминик де Гонто, герцог де Бирон           | 1663     | 1756   | пэр Франции, маршал Франции                    |
| граф Франтишек Максимилиан Оссолинский, имперский князь | 1676     | 1756   |                                                |
| маркиз Антуан-Феликс де Монти                           | 1684     | 1738   | генерал-лейтенант армий короля, посол в Польше |

Восемнадцатое пожалование (Рим, 15 сентября 1737)
| Имя                                                   | Рождение | Смерть | Должность |
| ----------------------------------------------------- | -------- | ------ | --------- |
| Джироламо Ваини, князь ди Канталупе, герцог ди Сельчи | 1697     | 1744   |           |

Девятнадцатое пожалование (Версаль, 17 мая 1739)
| Имя                                             | Рождение | Смерть | Должность                                                      |
| ----------------------------------------------- | -------- | ------ | -------------------------------------------------------------- |
| Жак де Шатене де Пюисегюр, граф де Шеси         |          | 1743   | маршал Франции                                                 |
| Клод-Теофиль де Безиад, маркиз д’Аваре-сюр-Луар | 1655     | 1745   | генерал-лейтенант армий короля, губернатор Перонны             |
| Клод-Луи-Франсуа де Ренье, маркиз де Гёрши      | 1663     | 1748   | генерал-лейтенант армий короля                                 |
| Антуан де Лафон, маркиз де Савин                | 1689     | 1748   | генерал-лейтенант армий короля, генеральный директор кавалерии |
| Франсуа де Бриквиль, граф де Ла-Люзерн          | 1663     | 1746   | генерал-лейтенант армий короля, вице-адмирал Понанта           |
| Луи-Доминик де Камби, маркиз де Камби-Вельрон   | 1669     | 1740   | генерал-лейтенант армий короля, посол в Англии                 |
| Жак де Монсо, маркиз д’Осси                     | 1673     | 1745   |                                                                |

Двадцатое пожалование (Версаль, 1 января 1740)
| Имя                                               | Рождение | Смерть | Должность                                    |
| ------------------------------------------------- | -------- | ------ | -------------------------------------------- |
| Хайме Мигель де Гусман-Давалос, маркиз де ла Мина | 1690     | 1767   | рыцарь ордена Золотого руна, испанский посол |

Двадцать первое пожалование (Версаль, 2 февраля 1740)
| Имя                                               | Рождение | Смерть | Должность                                           |
| ------------------------------------------------- | -------- | ------ | --------------------------------------------------- |
| Габриель-Жак де Салиньяк, маркиз де Ламот-Фенелон | 1688     | 1746   | генерал-лейтенант армий короля, посол в Нидерландах |

Двадцать второе пожалование (Версаль, 5 июня 1740)
| Имя                                       | Рождение | Смерть | Должность                       |
| ----------------------------------------- | -------- | ------ | ------------------------------- |
| Луи-Филипп I де Бурбон, герцог Орлеанский | 1725     | 1785   | первый принц крови, пэр Франции |

Двадцать третье пожалование (Версаль, 2 февраля 1741)
| Имя                                                | Рождение | Смерть | Должность      |
| -------------------------------------------------- | -------- | ------ | -------------- |
| Гастон Пьер Шарль де Леви-Мирпуа, герцог де Мирпуа | 1699     | 1757   | маршал Франции |

Двадцать четвёртое пожалование (Версаль, 2 февраля 1742)
Командоры:
| Имя                              | Рождение | Смерть | Должность                                                           |
| -------------------------------- | -------- | ------ | ------------------------------------------------------------------- |
| Фредерик Жером де Ларошфуко      | 1701     | 1757   | кардинал, архиепископ Буржский, великий раздатчик милостыни Франции |
| Жильбер де Монморен де Сент-Эран | 1691     | 1770   | пэр Франции, епископ Лангрский                                      |

Кавалер:
| Имя                                        | Рождение | Смерть | Должность                               |
| ------------------------------------------ | -------- | ------ | --------------------------------------- |
| Луи-Жан-Мари де Бурбон, герцог де Пантьевр | 1725     | 1793   | адмирал Франции, великий ловчий Франции |

Двадцать пятое пожалование (Фонтенбло, 13 мая 1742)
Командор:
| Имя                         | Рождение | Смерть | Должность               |
| --------------------------- | -------- | ------ | ----------------------- |
| Жан-Луи де Бертон де Крийон | 1684     | 1751   | архиепископ Нарбоннский |

Кавалер:
| Имя                          | Рождение | Смерть | Должность |
| ---------------------------- | -------- | ------ | --------- |
| дофин Луи Фердинан де Бурбон | 1729     | 1765   |           |

Двадцать шестое пожалование (Версаль, 1 января 1743)
Командор:
| Имя                  | Рождение | Смерть | Должность                      |
| -------------------- | -------- | ------ | ------------------------------ |
| Пьер Герен де Тансен | 1680     | 1758   | кардинал, архиепископ Лионский |

Двадцать седьмое пожалование (Версаль, 2 июня 1743)
| Имя                  | Рождение | Смерть | Должность                      |
| -------------------- | -------- | ------ | ------------------------------ |
| маркиз Жан де Гасьон | 1678     | 1746   | генерал-лейтенант армий короля |

Двадцать восьмое пожалование (Версаль, 1 января 1744)
| Имя                                                                                      | Рождение | Смерть | Должность                                         |
| ---------------------------------------------------------------------------------------- | -------- | ------ | ------------------------------------------------- |
| Жан-Поль-Тимолеон де Коссе-Бриссак, герцог де Бриссак                                    | 1698     | 1780   | пэр Франции, великий хлебодар Франции             |
| Шарль-Франсуа-Фредерик II де Монморанси-Люксембург, герцог де Люксембург и де Монморанси | 1702     | 1764   | пэр Франции, маршал Франции                       |
| герцог Жозеф-Мари де Буфлер                                                              | 1706     | 1747   | пэр Франции, генеральный наместник Фландрии и Эно |
| граф Луи Шарль де Ламот-Уданкур                                                          | 1687     | 1755   | гранд Испании, маршал Франции                     |
| Луи Антуан де Гонто, герцог де Бирон                                                     | 1701     | 1788   | пэр Франции, маршал Франции                       |
| граф Даниель-Франсуа де Желе де Лотрек                                                   | 1686     | 1762   | генеральный инспектор пехоты, маршал Франции      |
| Жан-Антуан-Франсуа де Франкето, граф де Куаньи                                           | 1702     | 1748   | генерал-полковник драгун                          |

Двадцать девятое пожалование (Версаль, 6 января 1745)
| Имя                  | Рождение | Смерть | Должность                                                                          |
| -------------------- | -------- | ------ | ---------------------------------------------------------------------------------- |
| Арман де Роган-Субиз | 1717     | 1756   | «кардинал де Субиз», князь-епископ Страсбурга, великий раздатчик милостыни Франции |

Тридцатое пожалование (Версаль, 2 февраля 1745)
| Имя                                                 | Рождение | Смерть | Должность                                                       |
| --------------------------------------------------- | -------- | ------ | --------------------------------------------------------------- |
| герцог Луи-Мари-Огюстен д’Омон де Рошбарон          | 1709     | 1782   | пэр Франции, генерал-лейтенант армий короля, губернатор Булонне |
| Ги-Мишель де Дюрфор, герцог де Рандан               | 1704     | 1773   | маршал Франции                                                  |
| Шарль-Луи де Монсольнен, граф де Монталь            | 1681     | 1758   | генерал-лейтенант армий короля                                  |
| маркиз Жан-Шарль де Сентер                          | 1685     | 1771   | маршал Франции                                                  |
| Анри-Луи де Шуазёль, маркиз де Мёз                  | 1689     | 1754   | генерал-лейтенант армий короля                                  |
| Анри-Шарль де Со, граф де Таванн, маркиз де Тришато | 1686     | 1761   | генеральный наместник Бургундии                                 |

Тридцать первое пожалование (Версаль, 1 января 1746)
| Имя                                                             | Рождение | Смерть | Должность                                                                             |
| --------------------------------------------------------------- | -------- | ------ | ------------------------------------------------------------------------------------- |
| Луис Риджо Саладино-Бранчифорти-Колонна, князь де Кампо-Флоридо |          | 1758   | гранд Испании, генерал-капитан гвардии Его Католического Величества, посол во франции |

Тридцать второе пожалование (Версаль, 2 февраля 1746)
Командор:
| Имя                         | Рождение | Смерть | Должность           |
| --------------------------- | -------- | ------ | ------------------- |
| Луи-Жак де Шат де Растиньяк |          | 1750   | архиепископ Турский |

Кавалеры:
| Имя                                               | Рождение | Смерть | Должность                                                      |
| ------------------------------------------------- | -------- | ------ | -------------------------------------------------------------- |
| Никола-Жозеф-Бальтазар де Ланглад, виконт де Шела | 1686     | 1754   | генерал-лейтенант армий короля, генеральный директор кавалерии |
| Ульрих Фридрих Вольдемар фон Лёвендаль            | 1700     | 1755   | маршал Франции                                                 |
| Пьер де Беранже, граф де Шарм и дю Га             | 1691     | 1751   | генерал-лейтенант армий короля                                 |
| Луи-Шарль-Сезар Ле Телье, герцог д’Эстре          | 1695     | 1771   | генеральный инспектор кавалерии, маршал Франции                |
| Клод-Анне де Шатонёф, граф д’Апшье                | 1693     | 1753   | генерал-лейтенант армий короля                                 |

Тридцать третье пожалование (Версаль, 1 января 1747)
| Имя                                                     | Рождение | Смерть | Должность                    |
| ------------------------------------------------------- | -------- | ------ | ---------------------------- |
| Чарлз О’Брайен де Клер, граф Томонд                     | 1699     | 1761   | пэр Ирландии, маршал Франции |
| Джакомо Франческо Милано Франко-Аррагон, князь д’Ардоре |          | 1780   | неаполитанский посол         |

Тридцать четвёртое пожалование (Версаль, 1 января 1748)
Командоры:
| Имя                                          | Рождение | Смерть | Должность                                                                        |
| -------------------------------------------- | -------- | ------ | -------------------------------------------------------------------------------- |
| Кристоф де Бомон ди Репер, герцог де Сен-Клу | 1703     | 1781   | пэр Франции, архиепископ Парижский                                               |
| Никола де Со-Таванн                          | 1690     | 1759   | пэр Франции, кардинал, архиепископ Руанский, великий раздатчик милостыни Франции |
| герцог Луи Абрахам д’Аркур                   | 1694     | 1750   | аббат Нотр-Дам-де-Синьи и Сен-Торена                                             |

Тридцать пятое пожалование (Версаль, 2 февраля 1748)
| Имя                                            | Рождение | Смерть | Должность                                                                    |
| ---------------------------------------------- | -------- | ------ | ---------------------------------------------------------------------------- |
| Шарль-Филипп д’Альбер, герцог де Люин          | 1695     | 1758   | пэр Франции                                                                  |
| Жан Эктор де Фей, маркиз де Ла Тур-Мобур       | 1684     | 1764   | генерал-лейтенант армий короля, генеральный инспектор пехоты, маршал Франции |
| граф Франсуа де Балкли                         | 1686     | 1756   | генерал-лейтенант армий короля                                               |
| граф Анри-Франсуа де Сегюр                     | 1689     | 1751   | генерал-лейтенант армий короля, генеральный инспектор кавалерии и драгун     |
| Луи Филожен Брюлар де Сийёри, паркиз де Пюисьё | 1702     | 1770   | государственный секретарь по иностранным делам                               |

Тридцать шестое пожалование (Версаль, 1 января 1749)
| Имя                                           | Рождение | Смерть | Должность                            |
| --------------------------------------------- | -------- | ------ | ------------------------------------ |
| граф Альфонс Мари Луи де Сен-Северен д’Арагон | 1705     | 1757   | уполномоченный на Ахенском конгрессе |

Тридцать седьмое пожалование (Версаль, 2 февраля 1749)
| Имя                                               | Рождение | Смерть | Должность                                                                      |
| ------------------------------------------------- | -------- | ------ | ------------------------------------------------------------------------------ |
| Луи де Ноай, герцог д’Айен                        | 1713     | 1793   | маршал Франции, капитан первой роты королевской гвардии, губернатор Руссильона |
| Луи-Арман-Франсуа де Ларошфуко, герцог д’Эстиссак | 1695     | 1783   | главный распорядитель гардероба короля                                         |
| Франсуа-Мари де Вийер Ла Фе, граф де Вольгренан   | 1699     | 1774   | посол в Саксонии и Испании                                                     |

Тридцать восьмое пожалование (Версаль, 25 мая 1749)
| Имя                                             | Рождение | Смерть | Должность                                             |
| ----------------------------------------------- | -------- | ------ | ----------------------------------------------------- |
| Луи-Сезар де Лабом-Леблан, герцог де Лавальер   | 1708     | 1780   | пэр Франции, великий сокольничий Франции              |
| маркиз Шарль-Франсуа де Сассенаж                | 1704     | 1762   | придворный дофины                                     |
| граф Луи де Майи                                | 1696     | 1767   | генерал-лейтенант армий короля, первый конюший дофины |
| маркиз Анн-Леон I де Монморанси-Фоссё           | 1705     | 1785   | генерал-лейтенант армий короля                        |
| Луи II де Таларю, маркиз де Шальмазель          | 1682     | 1763   | первый дворцовый распорядитель королевы               |
| Франсуа-Луи Летелье, маркиз де Сувре и де Лувуа | 1704     | 1767   | генерал-лейтенант армий короля                        |

Тридцать девятое пожалование (Версаль, 17 мая 1750)
| Имя                                         | Рождение | Смерть | Должность |
| ------------------------------------------- | -------- | ------ | --------- |
| Луи Франсуа Жозеф де Бурбон, принц де Конти | 1734     | 1814   |           |

Сороковое пожалование (Версаль, 2 февраля 1751)
| Имя                                           | Рождение | Смерть | Должность                                                                |
| --------------------------------------------- | -------- | ------ | ------------------------------------------------------------------------ |
| Мишель-Фердинан д’Альбер д’Айи, герцог де Шон | 1714     | 1769   | пэр Франции, генерал-лейтенант армий короля, губернатор Пикардии и Артуа |

Сорок первое пожалование (Версаль, 2 февраля 1752)
| Имя                                   | Рождение | Смерть | Должность |
| ------------------------------------- | -------- | ------ | --------- |
| Луи V Жозеф де Бурбон, принц де Конде | 1736     | 1818   |           |

Сорок второе пожалование (Версаль, 21 мая 1752)
| Имя                                         | Рождение | Смерть | Должность                                |
| ------------------------------------------- | -------- | ------ | ---------------------------------------- |
| Луи-Шарль де Лоррен, граф де Брионн         | 1725     | 1761   | великий конюший Франции                  |
| Луи-Жюль Манчини-Мазарини, герцог Неверский | 1716     | 1798   | пэр Франции, гранд Испании, посол в Риме |

Сорок третье пожалование (Версаль, 1 января 1753)
| Имя                               | Рождение | Смерть | Должность                   |
| --------------------------------- | -------- | ------ | --------------------------- |
| маркиз Эммануэль-Дьёдонне д’Отфор | 1700     | 1777   | кампмаршал, посол в Австрии |

Сорок четвёртое пожалование (Версаль, 2 февраля 1753)
| Имя                                                          | Рождение | Смерть | Должность |
| ------------------------------------------------------------ | -------- | ------ | --- |
| Андре-Эркюль де Россе, герцог де Флёри                       | 1715     | 1788   | пэр Франции, генерал-лейтенант армий короля, первый дворянин Палаты Её Величества                                             |
| Бюфиль-Иасент-Туссен де Бранкас, граф де Серест              | 1697     | 1754   | член Военного совета |
| Поль-Галлюсьо де Л’Опиталь, маркиз де Шатонёф-сюр-Шер        | 1697     | 1776   | генерал-лейтенант армий короля, посол в России, генеральный инспектор кавалерии и драгун                                      |
| Антуан-Поль-Жак де Келен де Стюэ де Коссад, принц де Каранси | 1706     | 1772   | генерал-лейтенант армий короля, воспитатель детей Франции, первый дворянин Палаты короля, главный распорядитель его гардероба |
| Луи де Конфлан, маркиз д’Армантьер                           | 1711     | 1774   | маршал Франции |
| маркиз Пьер-Эммануэль де Крюссоль-Флорансак                  | 1717     | 1758   | кампмаршал, полномочный министр в Парме                                                                                       |

Сорок пятое пожалование (Версаль, 10 июня 1753)
Командоры:
| Имя                                     | Рождение | Смерть | Должность                                                                                    |
| --------------------------------------- | -------- | ------ | -------------------------------------------------------------------------------------------- |
| Шарль-Антуан де Ла Рош-Эмон             | 1697     | 1777   | кардинал, архиепископ Нарбонский, архиепископ Реймсский, великий раздатчик милостыни Франции |
| Луи Сезар Константен де Роган-Гемене    | 1697     | 1779   | кардинал, князь-епископ Страсбурга, великий раздатчик милостыни Франции                      |
| Франсуа-Клод де Бофор-Монбуасье-Канийяк | 1699     | 1761   | аудитор Римской Роты                                                                         |

Сорок шестое пожалование (Версаль, 2 февраля 1756)
| Имя                                                           | Рождение | Смерть | Должность                                                                                             |
| ------------------------------------------------------------- | -------- | ------ | --- |
| Камиль-Луи де Лоррен, принц де Мортен                         | 1725     | 1782   | генерал-лейтенант армий короля                                                                        |
| герцог Анн-Пьер д’Аркур                                       | 1701     | 1783   | пэр Франции, маршал Франции, генеральный наместник Верхней Нормандии                                  |
| герцог Шарль де Фитц-Джеймс                                   | 1712     | 1787   | пэр Франции, маршал Франции                                                                           |
| Эммануэль Арман де Виньеро дю Плесси-Ришельё, герцог д’Эгийон | 1720     | 1788   | пэр Франции, генерал-лейтенант армий короля, государственный секретарь по военным и иностранным делам |

Сорок седьмое пожалование (Версаль, 2 июня 1756)
| Имя                                                                      | Рождение | Смерть | Должность                                        |
| ------------------------------------------------------------------------ | -------- | ------ | ------------------------------------------------ |
| Джакомо-Антонио, граф ди Сан-Витале и Фонтанеллато, маркиз ди Беллафорте | 1699     | 1780   | придворный инфанты герцогини Пармской            |
| князь Юзеф Александр Яблоновский                                         | 1712     | 1777   | воевода новогрудский, стольник великий Литовский |

Сорок восьмое пожалование (Версаль, 1 января 1757)
| Имя                                      | Рождение | Смерть | Должность          |
| ---------------------------------------- | -------- | ------ | ------------------ |
| Франсуа де Баши, граф де Баши-Сент-Эстев |          |        | посол в Португалии |

Сорок девятое пожалование (Версаль, 2 февраля 1757)
| Имя                                                   | Рождение | Смерть     | Должность                                                                                       |
| ----------------------------------------------------- | -------- | ---------- | ----------------------------------------------------------------------------------------------- |
| князь Шарль-Жюст де Бово-Кран                         | 1720     | 1793       | имперский князь, гранд Испании, маршал Франции                                                  |
| Шарль-Антуан-Арман де Гонто-Бирон, герцог де Гонто    | 1708     | 1800?      | генерал-лейтенант армий короля                                                                  |
| Жан-Мари Демаре, граф де Майбуа                       | 1715     | 1791       | распорядитель гардероба короля, лейтенант-генерал армий короля, генеральный наместник Лангедока |
| маркиз Арман-Луи де Бетюн                             | 1711     | после 1792 | генерал-полковник легкой кавалерии                                                              |
| Анри-Жозеф Бушар д’Эспарбес де Люссан, маркиз д’Обтер | 1714     | 1788       | кампмаршал, посол в Испании                                                                     |
| Шарль-Франсуа де Брольи, маркиз де Рюффек             | 1719     | 1781       | посол в Польше                                                                                  |

Пятидесятое пожалование (Версаль, 29 мая 1757)
| Имя                                                | Рождение | Смерть | Должность                                                       |
| -------------------------------------------------- | -------- | ------ | --------------------------------------------------------------- |
| Этьен Франсуа де Шуазёль, герцог де Шуазёль-Амбуаз | 1719     | 1785   | пэр Франции, кампмаршал, посол в Риме и Австрии, первый министр |

Пятьдесят первое пожалование (Версаль, 14 мая 1758)
Командор:
| Имя                             | Рождение | Смерть | Должность                                            |
| ------------------------------- | -------- | ------ | ---------------------------------------------------- |
| Франсуа-Жоашен де Пьер де Берни | 1715     | 1794   | кардинал, архиепископ Альби, министр иностранных дел |

Пятьдесят второе пожалование (Версаль, 1 января 1759)
Командор:
| Имя                   | Рождение | Смерть | Должность                      |
| --------------------- | -------- | ------ | ------------------------------ |
| Поль д’Альбер де Люин | 1703     | 1788   | кардинал, архиепископ Сансский |

Пятьдесят третье пожалование (Версаль, 2 февраля 1759)
Командор:
| Имя                      | Рождение | Смерть | Должность                           |
| ------------------------ | -------- | ------ | ----------------------------------- |
| Этьен-Рене Потье де Жевр | 1697     | 1774   | пэр Франции, кардинал, епископ Бове |

Кавалеры:
| Имя                                                         | Рождение | Смерть | Должность |
| ----------------------------------------------------------- | -------- | ------ | --- |
| Мари-Шарль-Луи д’Альбер де Люин, герцог де Люин и де Шеврёз | 1717     | 1771   | пэр Франции, генерал-полковник драгун, губернатор Парижа                                                                     |
| маркиз Луи-Жорж-Эразм де Контад                             | 1704     | 1793   | маршал Франции |
| Луи-Робер Мале де Гравиль, граф де Шамийи                   | 1698     | 1776   | генерал-лейтенант армий короля, генеральный инспектор кавалерии и драгун, главнокомандующий в Руссильоне, Конфлане и Сердани |
| Франсуа-Шарль де Рошешуар, маркиз де Фодоа                  | 1703     | 1784   | генерал-лейтенант армий короля, губернатор Орлеана и Орлеане, полномочный министр при герцоге Пармском                       |
| граф Клод-Луи-Франсуа Ренье де Герши                        | 1715     | 1767   | генерал-лейтенант армий короля                                                                                               |
| герцог Эммануэль де Крой, имперский князь                   | 1718     | 1784   | маршал Франции, командующий в Артуа, Пикардии, Калези и Булонне                                                              |
| Иасент-Кажетан де Ланьон, барон де Малетруа                 | 1719     | 1762   | губернатор и генеральный наместник Менорки                                                                                   |

Пятьдесят четвёртое пожалование (16 мая 1760)
| Имя                       | Рождение | Смерть | Должность              |
| ------------------------- | -------- | ------ | ---------------------- |
| Карлос, принц Астурийский | 1748     | 1819   | позднее король Испании |

Пятьдесят пятое пожалование (21 июля 1760)
| Имя                          | Рождение | Смерть | Должность |
| ---------------------------- | -------- | ------ | --------- |
| Луис Антонио, инфант Испании | 1727     | 1785   |           |

Пятьдесят шестое пожалование (22 июля 1760)
| Имя                                                            | Рождение | Смерть | Должность                      |
| -------------------------------------------------------------- | -------- | ------ | ------------------------------ |
| Фелипе Портокарреро, граф де Монтихо                           |          |        | дворянин Палаты короля Испании |
| Франсиско де Сильва и Альварес де Толедо, 12-й герцог де Альба | 1714     | 1778   |                                |

Пятьдесят седьмое пожалование (8 сентября 1760)
| Имя          | Рождение | Смерть | Должность      |
| ------------ | -------- | ------ | -------------- |
| Фердинанд IV | 1751     | 1825   | король Неаполя |

Пятьдесят восьмое пожалование (2 февраля 1761)
Кавалер:
Церемония в Мадриде 17 февраля 1761
| Имя                                        | Рождение | Смерть | Должность |
| ------------------------------------------ | -------- | ------ | --------- |
| Габриель Антонио де Бурбон, инфант Испании | 1752     | 1788   |           |

Командор:
Церемония в Фонтенбло 10 мая 1761
| Имя                                | Рождение | Смерть | Должность          |
| ---------------------------------- | -------- | ------ | ------------------ |
| Луи Секстьюс де Жарант де Лабрюйер | 1706     | 1778   | епископ Орлеанский |

Пятьдесят девятое пожалование (Версаль, 1 января 1762)
| Имя                                     | Рождение | Смерть | Должность                                             |
| --------------------------------------- | -------- | ------ | ----------------------------------------------------- |
| герцог Сезар-Габриель де Шуазёль-Прален | 1712     | 1785   | пэр Франции, посол в Австрии, министр иностранных дел |

Шестидесятое пожалование (Версаль, 2 февраля 1762)
| Имя                                  | Рождение | Смерть   | Должность       |
| ------------------------------------ | -------- | -------- | --------------- |
| герцог Виктор-Франсуа де Брольи      | 1718     | 1804     | маршал Франции  |
| Пабло Джеронимо, герцог де Гримальди | 1720     | ок. 1790 | испанский посол |

Шестьдесят первое пожалование (Версаль, 30 мая 1762)
Командор:
| Имя                           | Рождение | Смерть | Должность                 |
| ----------------------------- | -------- | ------ | ------------------------- |
| Жан-Франсуа-Жозеф де Рошешуар | 1708     | 1777   | кардинал, епископ Ланский |

Кавалеры:
| Имя                                                       | Рождение | Смерть | Должность      |
| --------------------------------------------------------- | -------- | ------ | -------------- |
| Луи-Филипп II Жозеф де Бурбон, герцог Орлеанский          | 1747     | 1793   |                |
| Шарль Эжен Габриель де Лакруа де Кастри, маркиз де Кастри | 1727     | 1801   | маршал Франции |

Шестьдесят второе пожалование (25 августа 1762)
| Имя                                                  | Рождение | Смерть | Должность            |
| ---------------------------------------------------- | -------- | ------ | -------------------- |
| Фердинанд де Бурбон, инфант Испании, наследник Пармы | 1751     | 1802   | позднее герцог Пармы |

Шестьдесят третье пожалование (Версаль, 2 февраля 1763)
| Имя                                       | Рождение | Смерть | Должность |
| ----------------------------------------- | -------- | ------ | --------- |
| Луи Александр де Бурбон, принц де Ламбаль | 1747     | 1768   |           |

Шестьдесят четвёртое пожалование (Версаль, 2 февраля 1764)
| Имя                                              | Рождение | Смерть | Должность                                                       |
| ------------------------------------------------ | -------- | ------ | --------------------------------------------------------------- |
| граф Шарль-Гаспар-Мишель де Со-Таванн            | 1713     | 1784   | генерал-лейтенант армий короля, генеральный наместник Бургундии |
| Луи Никола Виктор де Феликс д’Ольер, граф де Мюи | 1711     | 1775   | маршал Франции, военный министр                                 |

Шестьдесят пятое пожалование (Версаль, 10 июня 1764)
| Имя                                       | Рождение | Смерть | Должность                         |
| ----------------------------------------- | -------- | ------ | --------------------------------- |
| Луи Мари Флоран де Ломон, герцог де Шатле | 1727     | 1793   | посол в Священной Римской империи |

Шестьдесят шестое пожалование (Версаль, 1 января 1767)
| Имя                      | Рождение | Смерть | Должность                                            |
| ------------------------ | -------- | ------ | ---------------------------------------------------- |
| граф Шарль-Анри, д’Эстен | 1729     | 1794   | вице-адмирал Франции, генерал-лейтенант армий короля |

Шестьдесят седьмое пожалование (Версаль, 2 февраля 1767)
| Имя                                                  | Рождение | Смерть | Должность                                                  |
| ---------------------------------------------------- | -------- | ------ | ---------------------------------------------------------- |
| дофин Луи-Огюст                                      | 1754     | 1793   |                                                            |
| Луи-Станислас-Ксавье, граф Прованса                  | 1755     | 1824   | позднее король Франции                                     |
| Эммануэль-Фелисите де Дюрфор, герцог де Дюра         | 1715     | 1789   | пэр Франции, маршал Франции, первый дворянин Палаты короля |
| Хоакин Атанасио Пиньятелли д’Аргона, граф де Фуэнтес | 1724     | 1776   | гранд Испании, посол во Франции                            |

Шестьдесят восьмое пожалование (Версаль, 7 июня 1767)
| Имя                                                              | Рождение | Смерть | Должность                                                           |
| ---------------------------------------------------------------- | -------- | ------ | ------------------------------------------------------------------- |
| Филипп де Ноай, герцог де Муши                                   | 1715     | 1794   | маршал Франции                                                      |
| Габриель-Мари де Талейран, граф де Перигор                       | 1726     | 1795   | кампмаршал, губернатор Верхнего и Нижнего Берри                     |
| маркиз Луи-Поль де Бранкас                                       | 1718     | 1802   | генерал-лейтенант армий короля, генеральный наместник Прованса      |
| маркиз Клод Гийом Тестю де Баленкур                              | 1680     | 1770   | маршал Франции                                                      |
| Шарль-Франсуа-Кристиан де Монморанси-Люксембург, принц де Тенгри | 1713     | 1787   | генерал-лейтенант армий короля                                      |
| Шарль-Леонар де Бейлан, маркиз де Пуайян                         | 1718     | 1781   | генерал-лейтенант армий короля                                      |
| граф Эмманюэль-Луи-Огюст де Пон-Сен-Морис                        | 1712     | 1791   | генерал-лейтенант армий короля, первый дворянин герцога Орлеанского |
| Филипп-Анри де Сегюр, маркиз де Сегюр-Понша                      | 1724     | 1801   | маршал Франции, военный министр                                     |

Шестьдесят девятое пожалование (1 января 1768)
| Имя                                                             | Рождение | Смерть | Должность |
| --------------------------------------------------------------- | -------- | ------ | --------- |
| Джулио Чезаре Колонна, князь ди Карбонаро, герцог ди Бассанелло | 1702     | 1787   |           |

Семидесятое пожалование (22 мая 1768)
| Имя                              | Рождение | Смерть | Должность |
| -------------------------------- | -------- | ------ | --------- |
| Франсиско Хавьер, инфант Испании | 1757     | 1771   |           |

Семьдесят первое пожалование (Версаль, 1 января 1771)
Командор:
| Имя                             | Рождение | Смерть | Должность            |
| ------------------------------- | -------- | ------ | -------------------- |
| Жан-Жозеф де Сен-Жан де Жюмийяк | 1706     | 1775   | архиепископ Арльский |

Кавалер:
| Имя                        | Рождение | Смерть | Должность              |
| -------------------------- | -------- | ------ | ---------------------- |
| Шарль-Филипп, граф д’Артуа | 1757     | 1836   | позднее король Франции |

Семьдесят второе пожалование (Версаль, 1 января 1773)
| Луи VI Анри-Жозеф де Конде, герцог де Бурбон               | 1756 | 1830 |                                                                                     |
| Габриель-Луи-Франсуа де Нёвиль, герцог де Вильруа и де Рец | 1731 | 1794 | пэр Франции, генерал-лейтенант армий короля, губернатор Лиона, Лионе, Форе и Божоле |
| Луи-Леон Потье де Жевр, герцог де Трем                     | 1695 | 1774 | пэр Франции, генерал-лейтенант армий короля, губернатор Иль-де-Франса               |
| Жан-Батист-Жоашен Кольбер, маркиз де Круасси               | 1703 | 1777 | генерал-лейтенант армий короля.                                                     |
| Луи де Буше, маркиз де Сурш                                | 1711 | 1788 | генерал-лейтенант армий короля, великий прево Франции                               |
| Жан-Батист-Франсуа, маркиз де Монморен де Сент-Эран        | 1704 | 1792 | генерал-лейтенант армий короля.                                                     |

### Пожалованные, но не получившие орден
| Дата              | Имя                                                                         | Рождение | Смерть | Должность                       |
| ----------------- | --------------------------------------------------------------------------- | -------- | ------ | ------------------------------- |
| 20 мая 1724       | Филиппо Антонио Гуальтерио                                                  | 1660     | 1728   | кардинал, апостолический нунций |
| 2 февраля 1724    | Шарль-Огюст де Гойон-Матиньон                                               | 1647     | 1729   | маршал Франции                  |
| 3 июня 1724       | Антуан I, князь Монако, герцог де Валентинуа                                | 1661     | 1731   | пэр Франции                     |
| 1724              | Антонио Гапар де Москосо и Осорио Бенавидес, 9-й граф де Альтамира          |          | 1725   | гранд Испании                   |
| 3 февраля 1725    | Франсиско Мария Спинола Контрерас, герцог ди Сан-Пьетро, князь ди Мольфетта |          | 1727   | гранд Испании                   |
| 9 августа 1725    | Станислав I Лещинский                                                       | 1677     | 1766   | король Польши                   |
| 13 мая 1731       | граф Конрад Александр фон Роттенбург                                        | 1684     |        |                                 |
| 28 октября 1734   | маркиз Юбер де Куртавель                                                    | 1680     | 1734   |                                 |
| 2 февраля 1745    | Франческо III д’Эсте                                                        | 1698     | 1780   | герцог Модены                   |
| 2 июля 1745       | Аннибаль Деодат, маркиз де Скотти                                           |          | 1752   |                                 |
| 1746              | Кристобаль V Портокарреро, 5-й граф де Монтихо                              | 1693     | 1763   | гранд Испании, маршал Кастилии  |
| 4 мая 1748 Choisy | Анн-Луи де Тиар, маркиз де Бисси                                            | 1715     | 1748   |                                 |
| 1 января 1749     | Марк-Антуан Фрон де Бополь де Сент-Олер, маркиз де Ланмари                  | 1688     | 1749   | посол в Швеции                  |
| 29 мая 1749       | Фердинандо де Сильва-и-Альварес де Толедо, 12-й герцог де Альба             | 1714     | 1776   | посол во Франции                |
| 1 января 1750     | князь Станислав Винцентий Яблоновский                                       | 1694     | 1754   |                                 |
| 1 января 1756     | принц Людвиг Евгений Вюртембергский                                         | 1731     | 1795   | позднее герцог Вюртембергский   |
| 1 января 1757     | маркиз Пьер-Поль д’Оссён (получил в 1778)                                   | 1713     | 1788   |                                 |
| 1 января 1760     | маркиз Сезар-Габриель де Шуазёль-Прален                                     |          |        |                                 |
| 1761              | Шарль Эктор д’Эстен (получил в 1767)                                        |          |        |                                 |
| 7 июня 1767       | Антонио Паскуаль де Бурбон, инфант Испании                                  | 1755     | 1817   |                                 |

## При Людовике XVI (1774—1791)
Шестой великий магистр Людовик XVI получил орденскую цепь 2 февраля 1767, через неделю после посвящения
Произведено 23 посвящения (9 командоров и 64 рыцаря, из которых двое не успели получить орден)
Первое пожалование (Версаль, 1 января 1776)
Назначение 13 июля 1775
Командоры:
| Имя                  | Рождение | Смерть | Должность                                              |
| -------------------- | -------- | ------ | ------------------------------------------------------ |
| Жан-Жиль де Коэтлоке | 1700     | 1784   | архиепископ Лиможа                                     |
| Артюр Ришар Дийон    | 1721     | 1806   | епископ Эврё, архиепископ Тулузы, архиепископ Нарбонна |

Кавалеры:
| Имя                                        | Рождение | Смерть | Должность                      |
| ------------------------------------------ | -------- | ------ | ------------------------------ |
| маркиз Жан-Луи-Роже де Рошешуар            | 1717     | 1776   |                                |
| маркиз Антуан-Луи-Франсуа де Ларош-Эмон    | 1714     | 1789   | генерал-лейтенант армий короля |
| граф Шарль-Даниель де Талейран-Перигор     | 1734     | 1788   |                                |
| Жан-Франсуа де Ларошфуко, маркиз де Сюржер | 1735     | 1789   |                                |
| виконт Луи-Франсуа де Таларю               | 1729     | 1782   |                                |

Второе пожалование (Версаль, 26 мая 1776)
Назначение 2 февраля
| Имя                                                       | Рождение | Смерть | Должность                                  |
| --------------------------------------------------------- | -------- | ------ | ------------------------------------------ |
| Франсуа-Эмманюэль де Крюссоль, герцог д’Юзес              | 1728     | 1802   | пэр Франции                                |
| Луи Эркюль Тимолеон де Коссе-Бриссак, герцог де Бриссак   | 1734     | 1792   | пэр Франции, великий хлебодар Франции      |
| Рене-Ман де Фруле, граф де Тессе                          | 1736     | 1814   | генеральный наместник Мена, Перша и Лаваля |
| Огюстен-Жозеф де Майи, маркиз д’Окур                      | 1708     | 1794   | маршал Франции                             |
| Филипп-Клод де Монбуасье-Бофор-Канийяк, граф де Монбуасье | 1712     | 1797   |                                            |
| герцог Франсуа-Гастон де Леви                             | 1720     | 1787   | маршал Франции                             |
| Анн-Франсуа д’Аркур, герцог де Бёврон                     | 1727     | 1797   | генерал-лейтенант армий короля             |
| Эмерик-Жозеф де Дюрфор, герцог де Сиврак                  | 1716     | 1787   |                                            |

Третье пожалование (Версаль, 1 января 1777)
Назначение 26 мая 1776
| Имя                                                     | Рождение | Смерть | Должность                                                                         |
| ------------------------------------------------------- | -------- | ------ | --------------------------------------------------------------------------------- |
| Шарль Эжен де Лоррен, принц де Ламбеск, герцог д’Эльбёф | 1751     | 1825   | пэр Франции, великий конюший Франции                                              |
| Франсуа-Анри де Франкето, герцог де Куаньи              | 1737     | 1821   | пэр Франции, генерал-полковник драгун, маршал Франции                             |
| Луи-Огюст Ле Тонелье, барон де Бретёй                   | 1730     | 1807   | посол в Вене, военный министр, первый министр Франции (назначение 2 февраля 1776) |

Четвертое пожалование (Версаль, 2 февраля 1777)
Назначение 1 января
| Имя                                                | Рождение | Смерть     | Должность   |
| -------------------------------------------------- | -------- | ---------- | ----------- |
| Луи-Александр-Селест д’Омон, герцог де Вилькье     | 1736     | 1814       | пэр Франции |
| Луи-Мелькиор-Арман де Полиньяк, маркиз де Шалансон | 1717     | после 1792 |             |
| маркиз Раймон-Пьер де Беранже                      | 1733     | 1806       | кампмаршал  |

Пятое пожалование (Фонтенбло, 9 ноября 1777)
Назначение 1 ноября
Командор:
| Имя                            | Рождение | Смерть | Должность                                                               |
| ------------------------------ | -------- | ------ | ----------------------------------------------------------------------- |
| Луи-Рене-Эдуар де Роган-Гемене | 1734     | 1803   | кардинал, князь-епископ Страсбурга, великий раздатчик милостыни Франции |

Шестое пожалование (Версаль, 1 января 1778)
Назначение 18 мая 1777
Командор:
| Имя                                                | Рождение | Смерть | Должность         |
| -------------------------------------------------- | -------- | ------ | ----------------- |
| Пьер-Огюст-Бернарден де Россе де Рокозель де Флёри | 1717     | 1780   | епископ Шартрский |

Седьмое пожалование (Версаль, 2 февраля 1778)
Назначение 1 января 1757
| Имя                      | Рождение | Смерть | Должность                                                                                     |
| ------------------------ | -------- | ------ | --------------------------------------------------------------------------------------------- |
| маркиз Пьер-Поль д’Оссён | 1713     | 1788   | гранд Испании, посол в Неаполе и Мадриде, рыцарь ордена Золотого руна (принят 2 февраля 1757) |

Восьмое пожалование (Версаль, 9 июня 1778)
Назначение 2 февраля
| Имя                                                            | Рождение | Смерть | Должность                                                    |
| -------------------------------------------------------------- | -------- | ------ | ------------------------------------------------------------ |
| маркиз Шарль-Франсуа-Эльзеар де Вогюэ                          | 1713     | 1782   | генерал-лейтенант армий короля, главнокомандующий в Провансе |
| Александр-Мари-Леонор де Сен-Морис-Монбарре, принц де Монбарре | 1732     | 1795   | секретарь военного департамента                              |
| Луи-Брюно де Буажелен, маркиз де Кюсе                          | 1734     | 1794   | распорядитель гардероба короля                               |

Девятое пожалование (1 января 1780)
Командор:
| Имя             | Рождение | Смерть | Должность                             |
| --------------- | -------- | ------ | ------------------------------------- |
| Арман де Роклор | 1721     | 1818   | епископ Санлиса, архиепископ Мехелена |

Десятое пожалование (14 мая 1780)
Командор:
| Имя                  | Рождение | Смерть | Должность                                                   |
| -------------------- | -------- | ------ | ----------------------------------------------------------- |
| Доминик де Ларошфуко | 1712     | 1800   | архиепископ Альби, аббат Клюни, кардинал, архиепископ Руана |

Одиннадцатое пожалование (2 февраля 1782)
Командор:
| Имя                             | Рождение | Смерть | Должность                                                        |
| ------------------------------- | -------- | ------ | ---------------------------------------------------------------- |
| Этьен-Шарль де Ломени де Бриенн | 1727     | 1794   | епископ Кондома, архиепископ Тулузы, архиепископ Санса, кардинал |

Двенадцатое пожалование (1 января 1784)
| Имя                                                                  | Рождение | Смерть     | Должность                                |
| -------------------------------------------------------------------- | -------- | ---------- | ---------------------------------------- |
| Максимильен-Антуан-Арман де Бетюн, принц д’Анришмон, герцог де Сюлли | 1730     | 1786       | пэр Франции                              |
| Поль-Франсуа де Келан де Стюэ, герцог де Сен-Мегрен                  | 1746     | 1828       | пэр Франции                              |
| Мари-Луи Кайбо, маркиз де Ласаль                                     | 1716     | 1796       |                                          |
| граф Луи-Огюстен д’Афри                                              | 1713     | 1793       |                                          |
| Шарль-Клод Андро, маркиз де Молеврье-Ланжерон                        | 1720     | 1792       | генерал-лейтенант армий короля           |
| Люк-Юрбен дю Буэссик, граф де Гишан                                  | 1712     | 1790       |                                          |
| Огюст-Луи Эннекен, маркиз д’Экёвийи                                  | 1717     | 1794       |                                          |
| Жан-Батист Донасьен де Вимёр, граф де Рошамбо                        | 1725     | 1807       | маршал Франции                           |
| Луи-Антуан-Огюст де Роган-Шабо, герцог де Шабо                       | 1733     | 1807       |                                          |
| Франсуа-Клод-Амур де Буйе де Шариоль                                 | 1740     | 1800       |                                          |
| Адриен-Луи де Боньере, герцог де Гин                                 | 1735     | 1806       |                                          |
| Шарль-Леопольд де Жокур, сеньор де Шазель                            | 1736     | после 1792 |                                          |
| Жан-Батист-Шарль-Франсуа де Клермон д’Амбуаз, маркиз де Ренель       | 1728     | 1792       |                                          |
| Анн-Пьер де Монтескью, сеньор де Пон-Сен-Пьер                        | 1739     | 1798       |                                          |
| маркиз Шарль-Франсуа-Гаспар Фидель де Вентимиль                      | 1738     | 1796       |                                          |
| Шарль-Франсуа-Казимир де Со, герцог де Таванн                        | 1739     | 1792       |                                          |
| Луи-Франсуа-Мари де Перюс, граф д’Эскар                              | 1737     | 1814       |                                          |
| Жозеф Иасент Франсуа де Поль Риго, граф де Водрёй                    | 1740     | 1817       | пэр Франции, великий сокольничий Франции |
| Балинт Ласло Эстерхази де Галанта, граф фон Гродек                   | 1740     | 1805       |                                          |
| граф Луи-Этьен-Франсуа де Дамас-Крю                                  | 1735     | 1814       |                                          |
| Арман-Марк де Монморен, граф де Сент-Эран                            | 1746     | 1792       |                                          |
| Александр-Шарль-Эмманюэль де Крюссоль-Флорансак                      | 1743     | 1815       | пэр Франции                              |

Тринадцатое пожалование (30 мая 1784)
| Имя                                         | Рождение | Смерть     | Должность                                       |
| ------------------------------------------- | -------- | ---------- | ----------------------------------------------- |
| Франсуа XII де Ларошфуко, герцог де Лианкур | 1747     | 1827       | пэр Франции                                     |
| герцог Жюль-Шарль-Анри де Клермон-Тоннер    | 1720     | 1794       |                                                 |
| граф Антуан-Мари д’Апшон, маркиз де Монтрон | 1714     | после 1792 | генерал-лейтенант армий короля                  |
| Пьер-Андре де Сюффрен                       | 1726     | 1788       | бальи Мальтийского ордена, вице-адмирал Франции |

Четырнадцатое пожалование (1 января 1785)
Командор
| Имя                    | Рождение | Смерть | Должность                        |
| ---------------------- | -------- | ------ | -------------------------------- |
| Ив Александр де Марбёф | 1734     | 1798   | епископ Отёна, архиепископ Лиона |

Пятнадцатое пожалование (2 февраля 1785)
| Имя                         | Рождение | Смерть | Должность   |
| --------------------------- | -------- | ------ | ----------- |
| герцог Франсуа-Анри д’Аркур | 1726     | 1802   | пэр Франции |

Шестнадцатое пожалование (2 февраля 1786)
| Имя                                             | Рождение | Смерть | Должность                           |
| ----------------------------------------------- | -------- | ------ | ----------------------------------- |
| герцог Анн-Эммануэль де Крой, принц де Сольр    | 1743     | 1803   | кампмаршал                          |
| Анн-Луи-Александр де Монморанси, принц де Робек | 1724     | 1812   | гранд Испании                       |
| Жак-Филипп де Шуазёль, герцог де Стенвиль       | 1717     | 1789   | маршал Франции                      |
| Жозеф Луи Бернар де Клерон, граф д’Оссонвиль    | 1739     | 1806   | главный охотничий инспектор Франции |
| Эспри-Франсуа-Анри де Кастеллан                 | 1730     | 1799   | генерал-лейтенант армий короля      |
| Огюстен-Габриель де Франкето, граф де Куаньи    | 1740     | 1817   |                                     |

Семнадцатое пожалование (11 июня 1786)
Командор:
| Имя                            | Рождение | Смерть | Должность                                                   |
| ------------------------------ | -------- | ------ | ----------------------------------------------------------- |
| Луи-Жозеф де Монморанси-Лаваль | 1724     | 1808   | кардинал, епископ Меца, великий раздатчик милостыни Франции |

Восемнадцатое пожалование (12 ноября 1786)
| Имя                           | Рождение | Смерть | Должность                                     |
| ----------------------------- | -------- | ------ | --------------------------------------------- |
| Луи де Бурбон, инфант Испании | 1773     | 1803   | наследный принц Пармы, позднее король Этрурии |

Девятнадцатое пожалование (27 мая 1787)
| Имя                                      | Рождение | Смерть | Должность |
| ---------------------------------------- | -------- | ------ | --------- |
| Луи-Антуан де Бурбон, герцог Ангулемский | 1775     | 1844   |           |

Двадцатое пожалование (2 февраля 1788)
| Имя                                                | Рождение | Смерть | Должность |
| -------------------------------------------------- | -------- | ------ | --------- |
| Луи Антуан Анри де Бурбон-Конде, герцог Энгиенский | 1772     | 1804   |           |

Двадцать первое пожалование (1 января 1789)
| Имя                                                  | Рождение | Смерть | Должность |
| ---------------------------------------------------- | -------- | ------ | --------- |
| Луи-Мари-Атаназ де Ломени, граф де Бриенн            | 1730     | 1794   |           |
| Анн-Поль-Эммануэль-Сижисмон де Монморанси-Люксембург | 1742     | 1790   |           |

Двадцать второе пожалование (2 февраля 1789)
| Имя                                          | Рождение | Смерть | Должность              |
| -------------------------------------------- | -------- | ------ | ---------------------- |
| Луи Филипп де Бурбон-Орлеан, герцог де Валуа | 1773     | 1850   | позднее король Франции |

Двадцать третье пожалование (31 мая 1789)
| Имя                                         | Рождение | Смерть | Должность |
| ------------------------------------------- | -------- | ------ | --------- |
| Шарль-Фердинан де Бурбон, герцог Беррийский | 1778     | 1820   |           |
| Анри де Тиар де Бисси                       | 1722     | 1794   |           |

### Пожалованные, но не получившие орден
| Год           | Имя                                                 | Рождение | Смерть | Должность |
| ------------- | --------------------------------------------------- | -------- | ------ | --------- |
| 2 января 1777 | Педро Пауло Абарка и Болеа-Хименес, граф де Аранда  | 1718     | 1798   |           |
| 1 января 1781 | Эрколе III д’Эсте, герцог Модены, Реджо и Мирандолы | 1727     | 1803   |           |

## При Людовике XVII (1793—1795)
Принц Луи-Шарль де Бурбон, которого роялисты считали королём Людовиком XVII, также формально считается седьмым великим магистром ордена

## При Людовике XVIII (1795—1824)
Восьмой великий магистр Людовик XVIII получил орден 7 июня 1767
Произведено 27 посвящений (7 командоров и 71 рыцарь; только два командора принесли присягу в его правление; три командора и 35 рыцарей сделали это при следующем монархе; 2 командора и 36 рыцарей не успели получить орден)
Первое пожалование (Госфилд-Холл, Англия, 1808)
Командор:
| Имя                                          | Рождение | Смерть | Должность                                                                                |
| -------------------------------------------- | -------- | ------ | ---------------------------------------------------------------------------------------- |
| герцог Александр-Анжелик де Талейран-Перигор | 1736     | 1821   | пэр Франции, архиепископ Реймса, архиепископ Парижа, великий раздатчик милостыни Франции |

Второе пожалование (Англия, 1810)
| Имя                                               | Рождение | Смерть | Должность                    |
| ------------------------------------------------- | -------- | ------ | ---------------------------- |
| Франциск де Бурбон, наследный принц Обеих Сицилий | 1777     | 1830   | позднее король Обеих Сицилий |
| Леопольд де Бурбон, принц Салерно                 | 1790     | 1851   |                              |
| Кристоф де Шаброль                                | 1771     | 1836   |                              |

Третье пожалование (Карлстон-Хауз, Лондон, 20 апреля 1814)
| Имя                                                | Рождение | Смерть | Должность                             |
| -------------------------------------------------- | -------- | ------ | ------------------------------------- |
| Георг Август Фредерик Ганноверский, принц Уэльский | 1762     | 1830   | регент, позднее король Великобритании |

Четвертое пожалование (Карлстон-Хауз, Лондон, 22 апреля 1814)
| Имя                                    | Рождение | Смерть | Должность |
| -------------------------------------- | -------- | ------ | --------- |
| Фредерик Ганноверский, герцог Йоркский | 1763     | 1827   |           |

Пятое пожалование (На борту королевского корабля Le Souverain, в виду Кале, 24 апреля 1814)
| Имя                                       | Рождение | Смерть | Должность                     |
| ----------------------------------------- | -------- | ------ | ----------------------------- |
| Вильям Генри Ганноверский, герцог Кларенс | 1765     | 1837   | позднее король Великобритании |

Шестое пожалование (1814)
| Имя                              | Рождение | Смерть | Должность      |
| -------------------------------- | -------- | ------ | -------------- |
| Фердинанд VII                    | 1784     | 1833   | король Испании |
| Карлос де Бурбон, инфант Испании | 1788     | 1855   |                |

Седьмое пожалование (Тюильри, 25 августа 1815, на праздник Святого Людовика)
| Имя                               | Рождение | Смерть | Должность         |
| --------------------------------- | -------- | ------ | ----------------- |
| Франц I                           | 1768     | 1835   | император Австрии |
| Фридрих Вильгельм III             | 1770     | 1840   | король Пруссии    |
| Александр I                       | 1777     | 1825   | император России  |
| великий князь Константин Павлович | 1779     | 1831   |                   |
| великий князь Михаил Павлович     | 1798     | 1849   |                   |
| Артур Уэлсли, герцог Веллингтон   | 1769     | 1852   |                   |

Восьмое пожалование (Париж, 5 апреля 1816)
| Имя                                          | Рождение | Смерть | Должность                 |
| -------------------------------------------- | -------- | ------ | ------------------------- |
| эрцгерцог Фердинанд, наследный принц Австрии | 1793     | 1875   | позднее император Австрии |
| князь Карл Филипп цу Шварценберг             | 1771     | 1820   |                           |

Девятое пожалование (Париж, 18 апреля 1816)
| Имя                                                            | Рождение | Смерть | Должность                             |
| -------------------------------------------------------------- | -------- | ------ | ------------------------------------- |
| Франсиско де Паула де Бурбон, инфант Испании, герцог Кадисский | 1794     | 1865   |                                       |
| Карлос Луис де Бурбон, инфант Испании                          | 1799     | 1883   | герцог Лукки, позднее герцог Пармский |

Десятое пожалование (Париж, 9 июня 1816)
Присяга 30 мая 1825
| Имя                                                       | Рождение | Смерть | Должность      |
| --------------------------------------------------------- | -------- | ------ | -------------- |
| князь Людвиг Алоизий фон Гогенлоэ-Вальденбург-Бартенштейн | 1765     | 1829   | маршал Франции |

Одиннадцатое пожалование (Париж, 24 августа 1818)
| Имя         | Рождение | Смерть | Должность    |
| ----------- | -------- | ------ | ------------ |
| Фредерик VI | 1768     | 1839   | король Дании |

Двенадцатое пожалование (Париж, ноябрь 1818)
| Имя                                          | Рождение | Смерть | Должность                            |
| -------------------------------------------- | -------- | ------ | ------------------------------------ |
| Арман-Эммануэль дю Плесси, герцог де Ришельё | 1766     | 1822   | пэр Франции, премьер-министр Франции |

Тринадцатое пожалование (Париж, 30 сентября 1820)
Присяга 30 мая 1825
Командоры:
| Имя                                              | Рождение | Смерть | Должность             |
| ------------------------------------------------ | -------- | ------ | --------------------- |
| Сезар-Гийом де Ла Люзерн                         | 1738     | 1821   | кардинал              |
| герцог Луи-Франсуа де Боссе                      | 1748     | 1824   | кардинал, пэр Франции |
| Шарль Франсуа д'Авьо дю Буа де Санзе             | 1736     | 1826   | архиепископ Бордо     |
| Франсуа-Ксавье-Марк-Антуан де Монтескью-Фезенсак | 1757     | 1832   | пэр Франции           |

Кавалеры:
| Имя                                                         | Рождение | Смерть | Должность                                                                               |
| ----------------------------------------------------------- | -------- | ------ | --------------------------------------------------------------------------------------- |
| князь Шарль Морис де Талейран-Перигор                       | 1754     | 1838   | пэр Франции, великий камергер Франции                                                   |
| герцог Шарль-Эмманюэль-Сижисмон де Монморанси-Люксембург    | 1774     | 1861   | пэр Франции, генерал-лейтенант армий короля                                             |
| герцог Антуан-Луи-Мари де Грамон                            | 1755     | 1836   | пэр Франции, генерал-лейтенант армий короля                                             |
| герцог Луи-Мари-Селест д'Омон                               | 1762     | 1831   | пэр Франции, генерал-лейтенант армий короля                                             |
| герцог Анн Адриен Пьер де Монморанси-Лаваль                 | 1768     | 1837   | пэр Франции, гранд Испании, рыцарь ордена Золотого руна, генерал-лейтенант армий короля |
| Амеде-Бретань-Мало де Дюрфор, герцог де Дюрас               | 1771     | 1838   | пэр Франции, кампмаршал                                                                 |
| Шарль-Артюр-Тристан-Лангедок де Ноай, принц де Пуа          | 1771     | 1834   | пэр Франции, рыцарь ордена Золотого руна                                                |
| герцог Пьер Марк Гастон де Леви                             | 1764     | 1830   | пэр Франции, кампмаршал                                                                 |
| Арман-Луи де Серан                                          | 1736     | 1822   | пэр Франции, генерал-лейтенант армий короля                                             |
| Эммерих Йозеф фон Дальберг                                  | 1773     | 1833   | пэр Франции                                                                             |
| Бон-Адриен Жанно де Монсе, герцог де Конельяно              | 1754     | 1842   | пэр Франции, маршал Франции                                                             |
| Клод-Виктор Перрен, герцог Беллуно                          | 1764     | 1841   | пэр Франции, маршал Франции                                                             |
| Этьен Жак Макдональд, герцог Тарентский                     | 1765     | 1840   | пэр Франции, маршал Франции, великий канцлер ордена Почетного легиона                   |
| Никола Шарль Удино, герцог Реджо                            | 1767     | 1847   | пэр Франции, маршал Франции                                                             |
| Огюст Фредерик Луи Мармон, герцог Рагузский                 | 1774     | 1852   | пэр Франции, маршал Франции                                                             |
| Луи Габриель Сюше, герцог д’Альбюфера                       | 1770     | 1826   | пэр Франции, маршал Франции                                                             |
| герцог Клод-Луи де Лашатр                                   | 1745     | 1824   | пэр Франции, генерал-лейтенант армий короля                                             |
| Клод Антуан де Безиад, герцог д’Аваре                       | 1740     | 1829   | пэр Франции, генерал-лейтенант армий короля                                             |
| Эли Деказ, герцог де Глюксберг                              | 1780     | 1860   | пэр Франции                                                                             |
| маркиз Шарль дю У де Вьомениль                              | 1734     | 1827   | пэр Франции, маршал Франции                                                             |
| маркиз Пьер Риель де Бёрнонвиль                             | 1752     | 1821   | пэр Франции, маршал Франции (орден не получил)                                          |
| Виктор Никола де Фе, маркиз де Ла-Тур-Мобур                 | 1768     | 1850   | пэр Франции, военный министр                                                            |
| Жан-Шарль-Франсуа де Неттанкур-Оссонвиль, маркиз де Вобекур | 1726     | 1822   | генерал-лейтенант армий короля (орден не получил)                                       |
| маркиз Жан Жозеф Дессоль                                    | 1767     | 1828   | пэр Франции, генерал-лейтенант армий короля                                             |
| Шарль Франсуа Риффардо, герцог де Ривьер                    | 1765     | 1828   | пэр Франции, генерал-лейтенант армий короля, посол в Константинополе                    |
| Луи Шарль Виктор де Рике, герцог де Караман                 | 1762     | 1839   | пэр Франции, посол в Вене                                                               |
| Пьер Луи Жан Казимир де Блакас д’О, герцог де Блакас        | 1771     | 1839   | пэр Франции, посол в Риме                                                               |
| виконт Жозеф-Анри-Жоашен Лене                               | 1767     | 1835   | пэр Франции, министр иностранных дел                                                    |
| Эркюль де Серр                                              | 1776     | 1824   | посол в Неаполе (орден не получил)                                                      |
| герцог Этьен-Дени Паскье                                    | 1767     | 1862   | пэр Франции, министр юстиции, хранитель печати, канцлер Франции                         |
| герцог Франсуа-Никола-Рене де Перюс д'Эскар                 | 1759     | 1822   | пэр Франции (орден не получил)                                                          |

Четырнадцатое пожалование (Париж, 3 мая 1821)
Присяга 30 мая 1825
| Имя                                           | Рождение | Смерть | Должность                       |
| --------------------------------------------- | -------- | ------ | ------------------------------- |
| Фабрицио Руффо, князь де Кастельчикала        | 1763     | 1832   | посол королевства Обеих Сицилий |
| Шарль Сезар де Дамас, герцог де Дамас-Антиньи | 1758     | 1829   | пэр Франции                     |

Пятнадцатое пожалование (Париж, 22 мая 1821)
Присяга 30 мая 1825
| Имя                                      | Рождение | Смерть | Должность                    |
| ---------------------------------------- | -------- | ------ | ---------------------------- |
| Фердинанд-Карл де Бурбон, герцог ди Ното | 1810     | 1859   | позднее король Обеих Сицилий |

Шестнадцатое пожалование (Париж, 24 августа 1821)
Присяга 30 мая 1825
Командор:
| Имя                   | Рождение | Смерть | Должность                      |
| --------------------- | -------- | ------ | ------------------------------ |
| Анн-Луи-Анри де Лафар | 1752     | 1829   | пэр Франции, архиепископ Санса |

Семнадцатое пожалование (Париж, 22 октября 1821)
Присяга 3 июня 1827
| Имя                                  | Рождение | Смерть | Должность                  |
| ------------------------------------ | -------- | ------ | -------------------------- |
| герцог Эли-Шарль де Талейран-Перигор | 1754     | 1829   | пэр Франции, гранд Испании |

Восемнадцатое пожалование (Париж, 28 октября 1821)
Командор:
| Имя                                   | Рождение | Смерть | Должность                                                       |
| ------------------------------------- | -------- | ------ | --------------------------------------------------------------- |
| принц Гюстав-Максимильен-Жюст де Крой | 1773     | 1844   | пэр Франции, епископ Страсбурга, кардинал, архиепископ Руанский |

Девятнадцатое пожалование (Париж, 14 июля 1823)
| Имя                        | Рождение | Смерть | Должность                 |
| -------------------------- | -------- | ------ | ------------------------- |
| Жуан VI                    | 1767     | 1826   | король Португалии         |
| инфант Мигел Португальский | 1802     | 1866   | позднее король Португалии |

Двадцатое пожалование (Париж, 23 июля 1823)
| Имя                | Рождение | Смерть | Должность                                   |
| ------------------ | -------- | ------ | ------------------------------------------- |
| Педру д’Алькантара | 1798     | 1834   | регент Бразилии, позднее император Бразилии |

Двадцать первое пожалование (Париж, 9 октября 1823)
Присяга 30 мая 1825
| Имя                                         | Рождение | Смерть | Должность                   |
| ------------------------------------------- | -------- | ------ | --------------------------- |
| Жак Александр Бернар Ло, маркиз де Лористон | 1768     | 1828   | пэр Франции, маршал Франции |

Двадцать второе пожалование (Париж, 29 ноября 1823)
Присяга 30 мая 1825
| Имя                                            | Рождение | Смерть | Должность                       |
| ---------------------------------------------- | -------- | ------ | ------------------------------- |
| Хосе Мигель де Карвахаль, герцог де Сан-Карлос | 1771     | 1828   | гранд Испании, посол во Франции |

Двадцать третье пожалование (Париж, 30 декабря 1823)
Присяга 30 мая 1825
| Имя                        | Рождение | Смерть | Должность                                                 |
| -------------------------- | -------- | ------ | --------------------------------------------------------- |
| граф Жан-Батист де Виллель | 1773     | 1854   | пэр Франции, премьер-министр, рыцарь ордена Золотого руна |

Двадцать четвёртое пожалование (Париж, 7 января 1824)
| Имя                                               | Рождение | Смерть | Должность                  |
| ------------------------------------------------- | -------- | ------ | -------------------------- |
| Амбруаз-Поликарп де Ларошфуко, герцог де Дудовиль | 1765     | 1841   | пэр Франции, гранд Испании |
| герцог Шарль-Этьен де Дамас-Крю                   | 1754     | 1846   | пэр Франции                |

Двадцать пятое пожалование (Париж, 7 января 1824)
Присяга 30 мая 1825
| Имя                              | Рождение | Смерть | Должность                                |
| -------------------------------- | -------- | ------ | ---------------------------------------- |
| виконт Франсуа Рене де Шатобриан | 1768     | 1848   | пэр Франции, рыцарь ордена Золотого руна |

Двадцать шестое пожалование (Париж, 1824)
| Имя                                                    | Рождение | Смерть | Должность                |
| ------------------------------------------------------ | -------- | ------ | ------------------------ |
| Франц Карл Йозеф фон Габсбург, эрцгерцог Австрийский   | 1802     | 1878   |                          |
| Фридрих Вильгельм фон Гогенцоллерн, кронпринц Прусский | 1895     | 1861   | позднее король Пруссии   |
| великий князь Александр Николаевич                     | 1818     | 1881   | позднее император России |
| граф Карл Роберт фон Нессельроде                       | 1780     | 1862   |                          |
| Карл Альберт Амедей Савойский, принц де Кариньяно      | 1798     | 1849   | позднее король Сардинии  |

Двадцать седьмое пожалование (Париж, 15 февраля 1824)
Присяга 30 мая 1825
| Имя                                             | Рождение | Смерть | Должность                                                 |
| ----------------------------------------------- | -------- | ------ | --------------------------------------------------------- |
| Луи-Жюстен-Мари де Шальмазель, маркиз де Таларю | 1769     | 1850   | пэр Франции, посол в Мадриде, рыцарь ордена Золотого руна |

## При Карле X (1824—1830)
Карл X, девятый великий магистр ордена, получил орденскую цепь 1 января 1771
Произведено 15 посвящений (5 командоров и 54 рыцаря, из которых 2 командора и 9 рыцарей не успели получить орден)
Первое пожалование (Париж, 16 марта 1825)
| Имя                                       | Рождение | Смерть | Должность |
| ----------------------------------------- | -------- | ------ | --------- |
| князь Клеменс Венцель Лотар фон Меттерних | 1773     | 1859   |           |

Второе пожалование (Париж, 12 мая 1825)
Присяга 30 мая
Командоры:
| Имя                                      | Рождение | Смерть | Должность                                    |
| ---------------------------------------- | -------- | ------ | -------------------------------------------- |
| герцог Анн-Антуан-Жюль де Клермон-Тоннер | 1749     | 1830   | пэр Франции, кардинал, архиепископ Тулузский |
| герцог Жан-Батист де Латиль              | 1761     | 1830   | пэр Франции, кардинал, архиепископ Реймсский |

Третье пожалование (Реймс, 30 мая 1825)
Присяга 24 мая 1826
| Имя                                                              | Рождение | Смерть | Должность                                                   |
| ---------------------------------------------------------------- | -------- | ------ | ----------------------------------------------------------- |
| Мари-Франсуа-Эмманюэль де Крюссоль, герцог д'Юзес                | 1756     | 1843   | пэр Франции                                                 |
| Шарль-Поль д'Альбер, герцог де Шеврёз                            | 1783     | 1839   | пэр Франции                                                 |
| Огюстен-Мари-Поль-Петрониль-Тимолеон де Коссе, герцог де Бриссак | 1775     | 1848   | пэр Франции                                                 |
| Казимир Луи Виктюрньен де Рошешуар, герцог де Мортемар           | 1787     | 1875   | пэр Франции                                                 |
| герцог Эдуард Фитцджеймс                                         | 1776     | 1846   | пэр Франции                                                 |
| Жан-Лоран де Дюрфор-Сиврак, герцог де Лорж                       | 1746     | 1826   | пэр Франции                                                 |
| герцог Арман-Жюль-Мари-Эракльюс де Полиньяк                      | 1771     | 1847   | пэр Франции                                                 |
| герцог Шарль-Франсуа-Арман де Майе                               | 1770     | 1837   | пэр Франции                                                 |
| Арман-Никола-Огюстен де Лакруа, герцог де Кастр                  | 1756     | 1842   | пэр Франции                                                 |
| герцог Раймон-Жак-Мари де Нарбон-Пеле                            | 1771     | 1855   | пэр Франции                                                 |
| граф Жан-Батист Журдан                                           | 1762     | 1833   | пэр Франции, маршал Франции                                 |
| Николя Жан де Дьё Сульт, герцог Далмации                         | 1769     | 1851   | пэр Франции, маршал Франции                                 |
| Эдуар-Адольф-Казимир-Жозеф Мортье, герцог Тревизо                | 1768     | 1835   | пэр Франции, маршал Франции                                 |
| Луи-Франсуа Шамийяр, маркиз де Ла Сюз                            |          | 1833   | пэр Франции, квартирмейстер Дома короля                     |
| маркиз Анри-Эврар де Дрё-Брезе                                   | 1762     | 1829   | пэр Франции, великий магистр церемоний                      |
| маркиз Клод-Эммануэль-Жозеф-Пьер де Пасторе                      | 1756     | 1840   | пэр Франции                                                 |
| Огюст Феррон, граф де Ла Ферроне                                 | 1777     | 1842   | пэр Франции, посол в Санкт-Петербурге (присяга 25 мая 1828) |
| виконт Антуан-Жан д'Агу                                          | 1750     | 1828   | пэр Франции                                                 |
| Жан-Франсуа-Терез-Луи де Бомон, маркиз д'Отишан                  | 1738     | 1831   | пэр Франции, губернатор Лувра                               |
| граф Огюст Раве                                                  | 1770     | 1849   | президент Палаты депутатов                                  |
| Жюст де Ноай, герцог де Пуа                                      | 1777     | 1846   | член Палаты депутатов                                       |

Четвертое пожалование (Париж, 1825)
Присяга 14 мая 1826
| Имя                                                 | Рождение | Смерть | Должность |
| --------------------------------------------------- | -------- | ------ | --------- |
| Фердинанд Филипп де Бурбон-Орлеан, герцог Шартрский | 1810     | 1842   |           |

Пятое пожалование (Париж, 30 марта 1826)
Присяга 14 мая 1826
| Имя                                            | Рождение | Смерть | Должность |
| ---------------------------------------------- | -------- | ------ | --------- |
| Карл Фердинанд Бурбон-Сицилийский, принц Капуи | 1811     | 1862   |           |
| Леопольд Бурбон-Сицилийский, граф Сиракузский  | 1813     | 1860   |           |

Шестое пожалование (Париж, 14 мая 1826)
Присяга 3 июня 1827
| Имя                                      | Рождение | Смерть | Должность                                                                           |
| ---------------------------------------- | -------- | ------ | ----------------------------------------------------------------------------------- |
| герцог Шарль-Бретань-Мари де Латремуй    | 1764     | 1839   | пэр Франции, генерал-лейтенант                                                      |
| принц Эмманюэль-Мари-Максимильен де Крой | 1768     | 1842   | пэр Франции, генерал-лейтенант                                                      |
| принц Жюль Огюст Арман Мари де Полиньяк  | 1780     | 1847   | пэр Франции, посол в Лондоне, позднее министр иностранных дел (присяга 30 мая 1830) |

Седьмое пожалование (Париж, 29 октября 1826)
Присяга 3 июня 1827
| Имя                              | Рождение | Смерть | Должность        |
| -------------------------------- | -------- | ------ | ---------------- |
| князь Пётр Михайлович Волконский | 1767     | 1852   | посол во Франции |

Восьмое пожалование (Париж, 3 июня 1827)
Присяга 3 июня 1827
| Имя                                                 | Рождение | Смерть | Должность                                                                               |
| --------------------------------------------------- | -------- | ------ | --------------------------------------------------------------------------------------- |
| Шарль-Поль-Франсуа де Бовилье, герцог де Сент-Эньян | 1746     | 1829   | пэр Франции                                                                             |
| герцог Жюль-Гаспар-Энар де Клермон-Тоннер           | 1769     | 1837   | пэр Франции                                                                             |
| граф Габриель Жан Жозеф де Молитор                  | 1770     | 1849   | пэр Франции, маршал Франции                                                             |
| граф Пьер-Дени де Перонне                           | 1775     | 1854   | министр юстиции                                                                         |
| граф Жак-Жозеф де Корбьер                           | 1770     | 1849   | пэр Франции                                                                             |
| граф Филибер-Жан-Батист Франсуа Кюриаль             | 1777     | 1829   | пэр Франции, генерал-лейтенант армий короля                                             |
| барон Жан де Ларошфуко-Байе                         | 1757     | 1834   | пэр Франции, генерал-лецтенант армий короля                                             |
| Анн Дени Виктор Юро, маркиз де Вибре                | 1767     | 1843   | пэр Франции                                                                             |
| граф Арман Шарль Гийемино                           | 1774     | 1840   | пэр Франции, генерал-лейтенант армий короля, посол в Константинополе (орден не получил) |
| граф Луи-Шарль-Бонавантюр де Менар                  | 1769     | 1842   |                                                                                         |
| Эдуар-Тома Бюрг, граф де Мисьеси                    | 1756     | 1837   | пэр Франции, вице-адмирал                                                               |

Девятое пожалование (Париж, 9 марта 1828)
Присяга 25 мая
Командор:
| Имя                             | Рождение | Смерть | Должность                        |
| ------------------------------- | -------- | ------ | -------------------------------- |
| граф Дени-Антуан-Люк де Фресину | 1765     | 1842   | пэр Франции, епископ Гермополиса |

Кавалер:
| Имя                             | Рождение | Смерть | Должность   |
| ------------------------------- | -------- | ------ | ----------- |
| граф Кристоф де Шаброль-Крюзоль | 1771     | 1836   | пэр Франции |

Десятое пожалование (Париж, 28 мая 1828)
| Имя                                     | Рождение | Смерть | Должность     |
| --------------------------------------- | -------- | ------ | ------------- |
| Бермудес де Кастро, граф де Вильяэрмоса |          | 1852   | посол Испании |

Одиннадцатое пожалование (Париж, 31 октября 1828)
| Имя     | Рождение | Смерть | Должность       |
| ------- | -------- | ------ | --------------- |
| Антон I | 1755     | 1836   | король Саксонии |

Двенадцатое пожалование (Париж, 23 сентября 1829)
| Имя                                       | Рождение | Смерть | Должность |
| ----------------------------------------- | -------- | ------ | --------- |
| Антонио Паскуале де Бурбон, граф ди Лечче | 1816     | 1843   |           |

Тринадцатое пожалование (Париж, 15 ноября 1829)
Присяга 30 мая 1830
| Имя                              | Рождение | Смерть | Должность |
| -------------------------------- | -------- | ------ | --------- |
| Луи Орлеанский, герцог Немурский | 1814     | 1896   |           |

Четырнадцатое пожалование (Париж, 21 февраля 1830)
Присяга 30 мая
| Имя                                               | Рождение | Смерть | Должность                   |
| ------------------------------------------------- | -------- | ------ | --------------------------- |
| Октав де Брольи-Ревель                            | 1785     | 1865   |                             |
| граф Этьен-Наркисс де Дюрфор                      | 1753     | 1839   | пэр Франции                 |
| граф Антуан Руа                                   | 1764     | 1867   | пэр Франции                 |
| маркиз Арман-Франсуа-Аннекен д'Экёвийи            | 1747     | 1830   | пэр Франции                 |
| граф Оноре Шарль Рей                              | 1775     | 1860   | пэр Франции, маршал Франции |
| Оливье де Сен-Жорж, маркиз де Верак               | 1761     | 1858   | пэр Франции                 |
| Шарль-Луи-Габриель де Конфлан, маркиз д'Армантьер | 1772     | 1849   | пэр Франции                 |
| Этьен Тардиф де Поммеру, граф де Бордесуль        | 1771     | 1836   | пэр Франции                 |
| граф Артюс-Юг-Габриель-Тимолеон де Коссе-Бриссак  | 1790     | 1857   |                             |

Пятнадцатое пожалование (Париж, 30 мая 1830)
Командоры:
| Имя                                       | Рождение | Смерть | Должность                                      |
| ----------------------------------------- | -------- | ------ | ---------------------------------------------- |
| граф Иасент-Луи де Келан                  | 1778     | 1839   | архиепископ Парижский (орден не получил)       |
| Жан-Луи-Анн-Мадлен Лефевр, граф де Шеверю | 1768     | 1836   | архиепископ Бордо, кардинал (орден не получил) |